# Droite en France
Cet article concerne l'histoire politique française. Pour l’œuvre de René Rémond, voir Les Droites en France.
En politique française, la droite constitue l'ensemble des partis et familles politiques françaises allant du centre droit à l'extrême droite en passant par la droite classique et la droite radicale. Son nom dérive du placement choisi par une partie des révolutionnaires à l'Assemblée nationale constituante lors de la Révolution Française. La droite se caractérise en général par l'adhésion aux valeurs traditionnelles   (famille, histoire nationale) religieuse (en France, la droite est traditionnellement ancrée dans le catholicisme français). Sur le plan économique, la droite est libérale (adhésion à l'économie de marché et au capitalisme). La droite insiste notamment sur la « responsabilité » individuelle dans le cadre de l'économie libérale et capitaliste, incitant tout un chacun à se faire sa propre place par le travail et la réussite économique.
Il existe selon René Rémond trois droites « distinctes et concurrentes » en France. Cette distinction et cette classification fut proposée pour la première fois par René Rémond dans son ouvrage Les Droites en France de 1954. Il proposait d'identifier trois grandes familles de droite à partir de leurs filiations historiques avec l'héritage révolutionnaire : la droite libérale, héritière des idées orléanistes; le bonapartisme dont le gaullisme serait l'héritier ; la droite réactionnaire et contre-révolutionnaire rassemble les opposants aux idéaux révolutionnaires.
Gilles Richard, quant à lui, substitue au schéma tripartite de René Rémond une distinction en huit familles dans la droite française : ultraroyalistes ou légitimistes, constitutionnels ou orléanistes, bonapartistes, républicains libéraux, nationalistes, démocrates-chrétiens, agrariens et gaullistes. De nos jours, la majorité de ces familles sont en déclin voire en voie d'extinction définitive, et  seuls les libéraux et les nationalistes dominent.
La droite s'oppose à la gauche qui défend des idées keynésiennes ou marxistes, écologistes, féministes et une société égalitaire.
Si la division droite / gauche est la plus courante en sciences politiques actuelles, d'autres représentations parlementaires concurrentes avec une postérité plus faible, furent historiquement employées à la place de cette division. Ainsi, pendant la Révolution Française, on distinguait la Gironde monarchiste, la Plaine ou Marais des modérés et la Montagne des révolutionnaires radicaux, représentation topographique du placement à l'Assemblée et à la Convention nationale (les Montagnards siégeant dans les rangées les plus hautes, la Plaine dans les plus basses), ou encore la Résistance et le Mouvement sous la monarchie de Juillet.

## Naissance lors la Révolution française

### Origine du terme
La droite, la gauche et le centre sont des appellations qui correspondent à l'origine à la place occupée en France par chaque groupe politique dans l'hémicycle de l'assemblée nationale, vue par le président de l'Assemblée, qui fait face à l'hémicycle. Ce positionnement traduisait, à l'origine, la relation entre révolutionnaires français et pouvoir royal, la droite étant à l'époque favorable à une révolution modérée et à une monarchie constitutionnelle conservant l'essentiel des prérogatives royales.

### Identité politique
Selon Michel Winock, la droite comme bloc constitue le parti de la résistance au changement, du conservatisme et de la tradition et de la réaction contre le progrès. Cet ensemble idéologique n'existe et ne se définit selon lui qu'en opposition et en réaction aux idées et réformes du monde proposées par la gauche, qui se définit lui comme parti de la révolution, de la réforme, du progrès et du mouvement social. La droite n'est pour autant pas affiliée à une seule et unique doctrine monolithique, elle est plurielle et constituées de familles contradictoires et antagonistes, notamment du fait du rapport ambivalent à l'économie de marché libre, à l'ouverture mondiale des échanges, ou encore d'un rapport parfois permissif et libéral avec les évolutions en matière de structure familiale. Au XIXe siècle, la principale évolution de la droite française se trouve dans l'abandon progressif du royalisme / monarchisme après la Second Empire, l'adoption des idéaux libéraux et démocratiques lors de la naissance de la Deuxième République, l'adoption du libéralisme économique sous la Restauration et la Monarchie de Juillet. En conséquence la diffusion des idéaux républicains et révolutionnaires dans le pays, la droite française a donc en partie abandonné ses positions les plus conservatrices et s'est adapté à la démocratie, au libéralisme et à la modernité politique et sociale.

## Typologie des droites en France

### Classification
Il n'existe pas une seule mais plusieurs droites « distinctes et concurrentes » en France. Cette distinction et cette classification fut proposée pour la première fois par René Rémond dans son ouvrage Les Droites en France de 1954. Il proposait d'identifier trois grandes familles de droite à partir de leurs filiations historiques avec l'héritage révolutionnaire. Cette distinction fut reprise par Michel Winock et Jacques Julliard. Ces familles politiques sont elles-mêmes plurielles : 
- la droite libérale : elle est l'héritière des années de la Monarchie de Juillet et des idées orléanistes.
- le bonapartisme et le gaullisme, prônant l'éminence d'une figure de gouvernement forte appuyée sur une légitimité populaire et une politique sociale.
- la droite réactionnaire et contre-révolutionnaire rassemble les opposants aux idéaux révolutionnaires : elle rejette les doctrines libérales et tente d'instaurer un mouvement contre-révolutionnaire, rigoriste sur le plan religieux et ethnique[5]

L'historien Zeev Sternhell reprend la classification de René Rémond pour le XIXe siècle mais lui substitue un dualisme au XXe siècle entre une droite nationaliste qualifiée de révolutionnaire et l'union des anciennes droites, conservatrices et libérales.
Gilles Richard substitue au schéma tripartite de René Rémond une distinction en huit familles dans la droite française : ultraroyalistes ou légitimistes, constitutionnels ou orléanistes, bonapartistes, républicains libéraux, nationalistes, démocrates-chrétiens, agrariens et gaullistes. De nos jours, la majorité de ces familles sont en déclin voire en voie d'extinction définitive, et  seuls les libéraux et les nationalistes dominent.
Plus particulièrement, il existe selon Richard une division des droites en deux tendances : une « droite libérale » et une « droite gaulliste » de 1945 à 1974 puis une « droite libérale » et une « droite nationaliste » à partir de la percée du Front national (FN) aux européennes de 1984. Les trois cohabitations (1986-1988, 1993-1995, 1997-2002) et l'adaptation de la gauche mitterrandienne au libéralisme de l’UDF et du RPR aboutissent à la remise en cause du clivage gauche(s)-droite(s).
Selon l'historien « Le clivage structurant l’histoire de la République depuis ses débuts a aujourd’hui cessé d’organiser la vie politique française ». Le clivage politique fondamental selon Richard n’est plus le social mais celui "qui départage les mondialistes et les nationalistes (...)". Selon lui, Marine Le Pen et Emmanuel Macron sont les deux candidats de la présidentielle de 2017 qui incarnent le mieux ce nouveau clivage.

#### Droite contre-révolutionnaire et traditionaliste

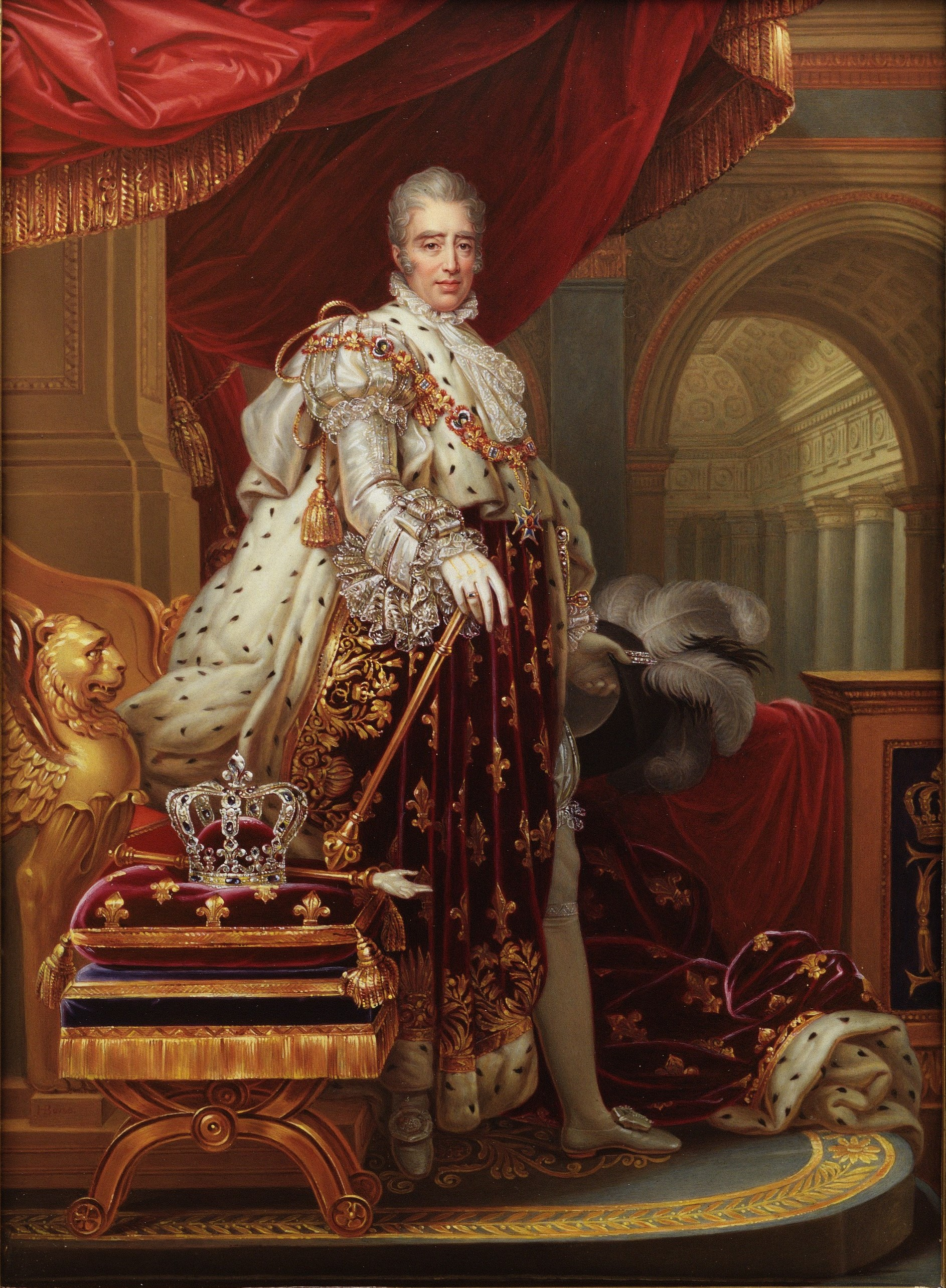
Le roi Charles X

La droite contre-révolutionnaire et traditionaliste est la droite originelle et initialement unique : contre-révolutionnaire à la convocation des États généraux, émigrée durant la Révolution, ultraciste à la Restauration, elle devient légitimiste à l'avènement de la maison d'Orléans. Si la pensée et l’action de ces contre-révolutionnaires se sont opposées à la Révolution en se réclamant de l’absolutisme de l'Ancien Régime, certains comme Jacques Antoine Marie de Cazalès, souhaitaient une monarchie limitée et témoignaient ainsi d’une sensibilité « libérale » conservatrice qui ferait, comme en Angleterre, la transition entre Montesquieu et Edmund Burke. Cette famille de la droite française n'est plus une force politique depuis l'échec de la troisième restauration –si ce n'est durant l'épisode pétainiste sous son avatar maurassien– mais subsiste comme école philosophique et religieuse  dont une partie des positions de rejet de la démocratie, des principes et de l'héritage de la Révolution française et de la modernité imprègne l'intégrisme catholique, les écrits lepénistes, l'électorat du Mouvement pour la France et une frange des électorats libéraux et gaullistes.
Penseurs : Burke, Haller, Maistre, Bonald, Chateaubriand, Maurras
Autres figures : Maury, Charles X, Villèle, La Bourdonnaye, Coussergues, Polignac

#### Droite libérale

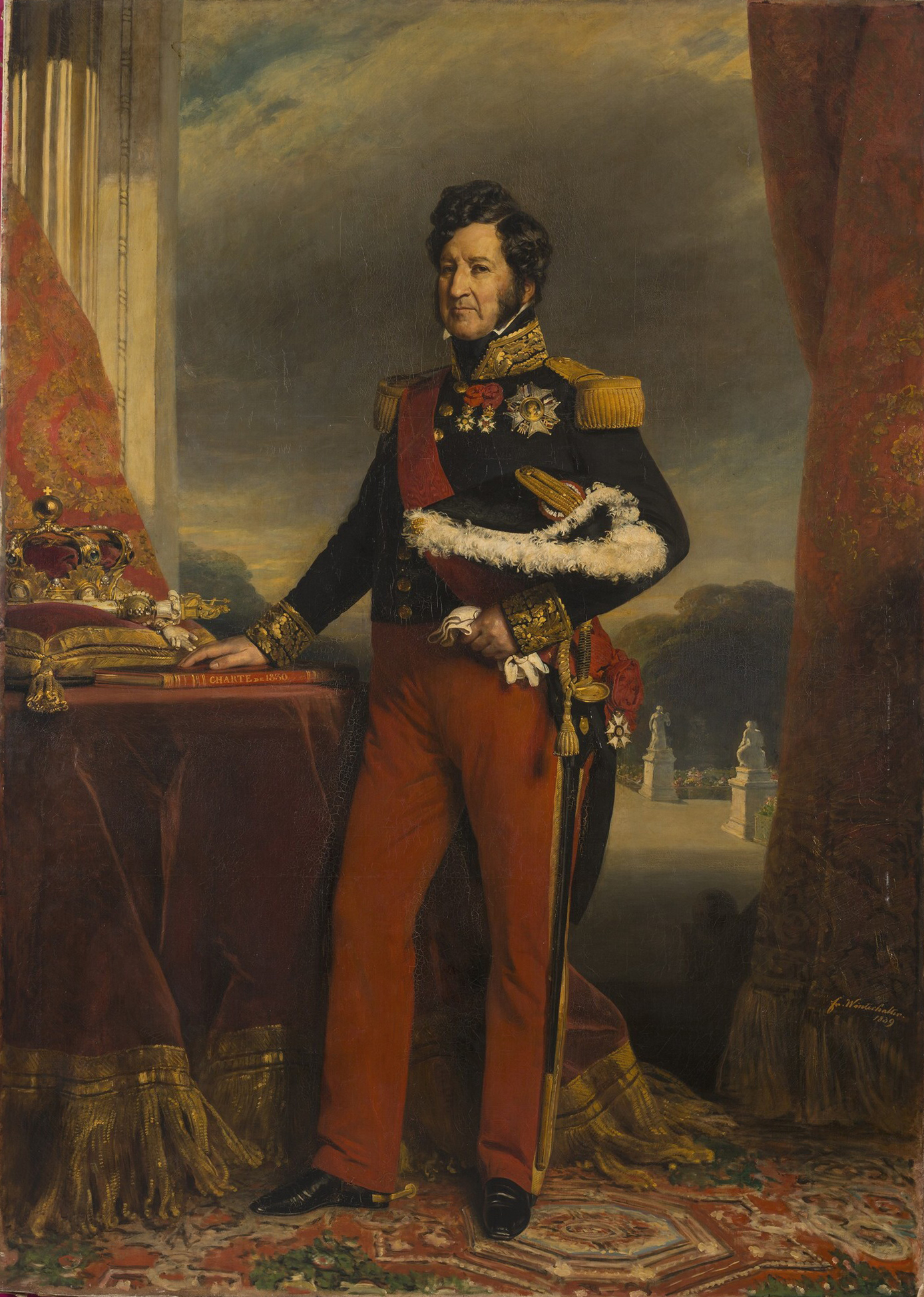
Le roi Louis-Philippe Ier

La droite libérale, au sens politique comme au sens économique, bien que teintée de colbertisme et de conservatisme social, est positionnée au centre aux débuts de la Révolution : monarchienne sous l'Assemblée nationale constituante, doctrinaire sous la Restauration puis orléaniste à partir de la révolution de Juillet. Royaliste tout comme la droite légitimiste, elle accepte pour partie l'héritage de 1789 et, moins attachée à la personne du roi que les légitimistes, devint républicaine sous la IIIe République. Ce libéralisme de droite se partage entre deux courants principaux : l'un, celui de Tocqueville, s’appuie sur l’individu et sa capacité de jugement critique ; l’autre, fondé par François Guizot, tente d’intégrer les groupes sociaux importants dans le Parlement, la presse, le Conseil d’État, les universités, etc. Repoussée vers la droite par l'émergence des gauches socialiste et communiste, elle rejoint le Bloc national. Le giscardisme des années 1970 en est un avatar. On la retrouve aujourd'hui au sein du mouvement les Républicains et de l'Union des démocrates et indépendants.
Penseurs : Montesquieu, Mounier, Mallet du Pan, Tocqueville, François Guizot
Autres figures : Louis-Philippe Ier, duc de Broglie, Valéry Giscard d'Estaing

#### Droite bonapartiste

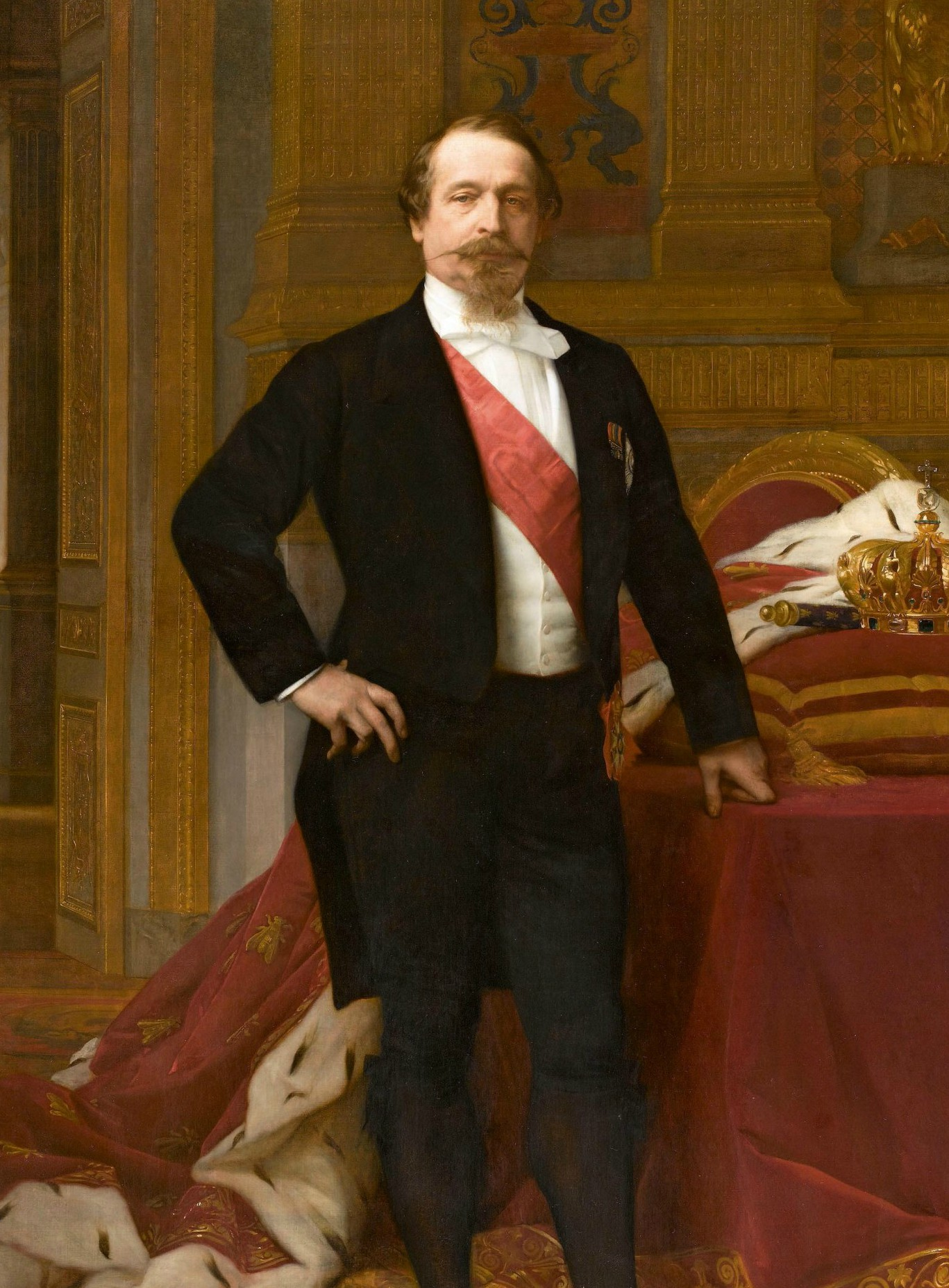
L'empereur Napoléon III

La droite autoritaire et populaire, entendant concilier souveraineté nationale et autorité plébiscitée du chef de l’État et rejetant le clivage droite-gauche, est née bonapartiste du régime établi à la suite des coups d’État du 18-Brumaire et plus encore du 2-Décembre. Perdant ses prétentions dynastiques durant la IIIe République, on retrouve cette droite dans le boulangisme puis, entre-deux guerres, au sein des Croix-de-feu puis du Parti social français.
Figures : Napoléon Ier, Napoléon III, Gnl Georges Boulanger, Col François de La Rocque

#### Droite gaulliste
Après guerre, le gaullisme institue une monarchie élective – puis les néo-gaullismes pompidolien et chiraquien plus droitiers et trahissant quelque peu l'idée gaullienne – en sont les avatars.
Cette droite a perdu sa prépondérance au sein de l'ex-UMP face aux courants libéraux et chrétiens-démocrates.

#### Droite démocrate chrétienne
La droite démocrate, inspirant son action dans le christianisme, issue du mouvement des catholiques libéraux, démocrates et sociaux du XIXe siècle, elle n'existe qu'à l'état de courant de pensée souhaitant soustraire l’Église à la réaction et la concilier à la société moderne. À la suite de l'encyclique Au milieu des sollicitudes de 1892, qui marque le ralliement des catholiques aux institutions républicaines, cette famille se structura au sein de petits mouvements tel Le Sillon puis, dans l'entre-deux-guerres, au sein de la ligue de la Jeune République et du Parti démocrate populaire. Dans le monde ouvrier les syndicats chrétiens apparaissent dans les années 1880, et se structureront en 1919 au sein de la CFTC.
Après guerre, le Mouvement républicain populaire eut, après le départ des gaullistes et la disparition des droites compromises dans la collaboration, une forte audience auprès d'un électorat de droite s'opposant aux gauches socialistes et communistes. Mouvement du centre, cette famille glissa à droite durant la IVe République et est aujourd'hui influente au sein de l'ex-UDF et de l'ex-UMP.
Penseurs : Albert de Mun
Figures : Marc Sangnier

#### Radicalisme de droite
Le rameau de centre-droit du radicalisme républicain, est longtemps resté à l'extrême gauche : jacobins et feuillants de la Révolution puis républicains modérés et radicaux à partir de la Restauration.
Sous la IIIe République, son corpus idéologique ne reste radical qu'en ce qui concerne l'anticléricalisme et à la centralisation administrative. Ayant réalisé son principal objectif, la laïcité, il est poussé vers le centre par le mouvement de sinistrisme de la politique française, par l'apparition de nouvelles gauches puis, partiellement, au centre-droite du fait de la bipolarisation de la Ve République, notamment au sein du Parti radical dit valoisien avec le départ des radicaux de Gauche, une scission du PRG.
Figures : Alain Poher

#### Droite nationaliste et d'extrême droite
La droite populaire, sociale et nationale, nationaliste, populiste, pour laquelle la conséquence de la débâcle lors de la guerre franco-prussienne, la victoire des républicains sur les droites royalistes, l'établissement progressif d'une société laïque et parlementaire ainsi que la Grande Dépression fut le terreau.
Figures : Édouard Drumont
Déçue du pétainisme, car trop réactionnaire, cette famille s'impose dans les derniers mois du régime de Vichy lorsque les collaborationnistes et la Milice en prennent le contrôle. On y retrouve notamment trois mouvements fascistes de l'occupation, résolument alliés de l'Allemagne nazie et siégeant à Paris plutôt qu'à Vichy : le Mouvement social révolutionnaire, le Rassemblement national populaire et le Parti populaire français. Quasiment disparue à la Libération, cette droite extrême et extrême-droite, trouve aujourd'hui son unité, avec d'autres familles de la droite, au sein du Front national.

#### Droite agrarienne
La droite agrarienne distinguée par Gilles Richard, trouve son origine par les phénomènes de centralisation, urbanisation et d'accélération de l'embourgeoisement (exode rural) à partir de la seconde moitié du XIXe siècle. Son objectif est la défense des intérêts agraires et des populations rurales, de leur place dans la société industrielle, tendant à passer au second rang. Trente ans après l'expérience éphémère et peu concluante du Parti agraire national (PAN), le Parti agraire et paysan français (PAPF) fondé en 1927 par Fleurant Agricola est présent au parlement à partir de 1932 au sein des groupes Indépendants d'action économique, sociale et paysanne puis Agraire indépendant. En 1937, le PAPF rejoint le Front de la liberté lancé par Jacques Doriot chef du Parti populaire français (PPF) en opposition au Front populaire et pour supplanter le Parti social français. Après-guerre, le Parti paysan d'union sociale reprend le flambeau mais est finalement absorbé par le Centre national des indépendants en 1951, qui devient le Centre national des indépendants et paysans. Celui-ci constitue la troisième voie de la droite au cours de la IVe République, entre les centristes et démocrates chrétiens et l'émergence des gaullistes.
Au cours de la Ve République, le CNIP abandonne progressivement son idéologie agrarienne, remplacé par des partis tels que Chasse, pêche, nature et traditions ou Résistons de Jean Lassalle.

#### Droite populiste
Le Front National, rebaptisé Rassemblement National en 2018, est un parti politique français fondé en 1972 par Jean-Marie Le Pen.
Malgré de nombreuses controverses, Jean-Marie Le Pen réussit à attirer un électorat mécontent des partis traditionnels, notamment en mettant l'accent sur les questions de sécurité et d'identité nationale.
. Il se présente à plusieurs reprises à l'élection présidentielle française, atteignant le second tour en 2002 face à Jacques Chirac, un événement marquant de la politique française.
Positionné à l'extrême droite, le parti a voulu se "recentrer" sous la direction de sa fille, Marine Le Pen, qui en a pris la présidence en 2011.
. Le Rassemblement National se caractérise par son opposition à l'immigration, son euroscepticisme, et sa défense de la souveraineté nationale. Il prône des politiques économiques protectionnistes et un renforcement des frontières. Le parti a également mis en avant des thèmes liés à la sécurité et à la lutte contre le terrorisme. Mais le parti reste controversé en raison de ses positions jugées par certains comme radicales.
Jean-Marie Le Pen

## Histoire
Depuis le XIXe siècle, la droite se décompose en trois grands courants selon René Rémond, un courant contre-révolutionnaire et traditionaliste au pouvoir entre 1815 et 1830, un courant conservateur et libéral au pouvoir sous la monarchie de Juillet, un courant autoritaire et nationaliste au pouvoir sous le Second Empire. Ces trois droites se diviseront tout au long du XIXe siècle. À partir de 1870, les droites doivent se positionner par rapport à la République. Encore quelques années et c'est le début de l'effacement de la droite légitimiste et l'apparition à partir de 1891 et du ralliement des catholiques de ce qui va devenir la démocratie-chrétienne.
Tout au long du XXe siècle, les droites se restructurent. À la Libération, on assiste à une émergence du gaullisme, puis à une reconstruction dans les années 1970 d'une droite orléaniste sous l'impulsion de Valéry Giscard d'Estaing, transformation du parti gaulliste en un parti de type orléaniste.
Aujourd'hui, selon Jean-François Sirinelli, l'UMP est la synthèse des deux traditions de la droite française : l'orléanisme et le bonapartisme.

### La fin de la monarchie deLouisXVI(1774-1789)
Les Lumières se développent au cours du XVIIIe siècle, en France et en Grande-Bretagne surtout, et entreprennent de combattre l’irrationnel, l’arbitraire, l’obscurantisme et le joug des croyances traditionnelles et non vérifiées. Ces philosophes constituent, comme leurs opposants, d'abord un mouvement politique : ils voient le pouvoir du gouvernement comme le fondement de tout pouvoir et le seul instrument capable de changer l'ordre établi. L’influence de leurs écrits a d'ailleurs été déterminante dans les grands événements de la fin du XVIIIe siècle que sont la déclaration d'indépendance des États-Unis et la Révolution française. Pour Zeev Sternhell, la destitution du roi de France vient même donner une existence politique au corpus intellectuel des Lumières.
Devant l'émergence de ce rationalisme culturel et politique, une riposte intellectuelle qui défend une culture politique et une vision du monde différentes se dessine chez certains auteurs. Pour Sternhell, Giambattista Vico constitue le « premier maillon de l'antirationalisme et de l'anti-intellectualisme, du culte du particulier et du refus de l'universel », puisqu'il est le premier à clamer le rejet des principes du droit naturel. Mais sa faible notoriété en dehors de l'Italie fait de Johann Gottfried Herder et Edmund Burke les véritables fondateurs de la culture contre-Lumières en termes d'influence directe et immédiate, ceux qui vont « fixer pour près de deux siècles le cadre conceptuel de la critique des Lumières. »
À partir de l'effondrement de l'Ancien Régime, la coupure entre les deux branches de la modernité devient donc une réalité historique. Quand la pensée des Lumières est traduite par la Déclaration des droits de l'Homme, Edmund Burke y oppose ses Réflexions sur la Révolution de France, où il définit les Lumières comme un esprit nourrissant un mouvement de conspiration intellectuelle, ayant pour but de détruire la civilisation chrétienne et l'ordre politico-social créé par elle.
Pour certains chercheurs comme Isaiah Berlin ou Zeev Sternhell, la pensée des contre-Lumières a eu des filiations intellectuelles dans certains courants de pensées apparus plus tard, comme le totalitarisme ou le néoconservatisme.

### Naissance des droites (1789-1815)
Si l'ensemble de la députation aux États généraux était royaliste, la contre-révolution se caractérisait par son rejet des principes de la Révolution naissante et la défense de la société d'Ancien Régime. Son mot d'ordre est celui de la séance royale du 23 juin 1789 et elle rejette la réunion des ordres en Assemblée nationale constituante. Cette droite, contre-révolutionnaire et traditionaliste apparaît d'emblée à droite, n'en bougera plus et ne verra jamais d'autres droites la déborder sur la sienne. René Rémond parle à son propos de droite intégrale.
Ne parvenant à s'opposer efficacement aux travaux de la Constituante, bon nombre de contre-révolutionnaires, notamment après la prise de la Bastille, prennent la voie de l'émigration où, la guerre déclarée, ils grossissent les rangs des armées hostiles à la France révolutionnaire. Ainsi devenue la droite des émigrés, l'on retrouvera à la Restauration cette famille politique dans les rangs des ultraroyalistes.

#### Monarchiens (1789-1792)
Partisans du véto royal illimité mais acquis à la Révolution naissante, les monarchiens veulent voir évoluer celle-ci vers l'établissement d'une monarchie à l'anglaise. Dès lors, cette droite, libérale, se distingue et s'oppose aux contre-révolutionnaires. Le rejet du bicamérisme et l'attribution au roi d'un véto suspensif les 10 et 11 septembre 1789 signe l'échec des monarchiens et ceux-ci, notamment après le retour de la famille royale aux Tuileries, quittent Paris pour leur province ou pour une seconde vague d'émigration qui ne saurait se confondre avec celle des contre-révolutionnaires. Nous la rencontrerons à la Restauration au sein des doctrinaires.

#### Feuillants et Girondins (1789-1793)
L'élimination des droites, contre-révolutionnaires et monarchiennes, eurent pour effet de faire basculer à la droite parlementaire les gauches feuillantine puis girondine face à la radicalisation de la gauche jacobine puis montagnarde. Il s'agit de premiers cas de sinistrisme.

#### Napoléon Bonaparte (anVIII-1815)
Le coup d'État du 18 brumaire an VIII parviendra -au prix d'une réduction des libertés- à réaliser l'unité de la Nation que promouvait mais échouait à établir la Révolution. Le régime autoritaire, expansionniste et policier imposé par Napoléon Bonaparte marque l'apparition d'une troisième droite, autoritaire et populaire, caractérisée par la suprématie du pouvoir l'exécutif -en la personne du Premier consul puis de l'empereur- sur le parlement, l'affaiblissement des corps intermédiaires et les appels réguliers au peuple, dont l'opinion est contrôlée mais d'où l’État, son chef et le principe héréditaire à partir de l'an XII, tirent leur légitimité.
Renversé par la coalition des puissances réactionnaires, sa défaite apparu être celle de la Révolution face à l'Ancien régime. De cela et des faits que la légende napoléonienne fut l’œuvre de soldats patriotes mis en demi-solde, dès 1814, par Louis XVIII et que le ralliement de Benjamin Constant aux Cent-Jours lui donna une coloration libérale, le bonapartisme obtiendra -les souvenirs s’estompant- une aura de mouvement de gauche.

### Les droites au pouvoir sous la Restauration (1815-1877)

#### La Restauration ultraroyaliste et la chambre retrouvée (1815-1830)
La chute de l'Empire et la restauration royaliste apparurent aux émigrés victorieux telles l'accomplissement d'un cycle biblique et un renouveau providentiel. La colère divine apaisée, la réconciliation entre la France et son roi semble se confirmer par l'élection d'une « chambre introuvable » largement dominée par ceux qui — plus royalistes que le roi — se nomment ultra-royalistes. Jeunes, sans expérience de gouvernement, n'ayant pour passé politique que les combats et complots contre la République, les ultras appartiennent pour la plupart à la petite et moyenne noblesse de province, envieuse de la grande noblesse et défiante vis-à-vis de la cour et du gouvernement. Sa fidélité insoumise au roi, malgré le roi, se résume en son exclamation rituelle : Vive le roi quand même !.
Leur première — et paradoxale — affirmation politique est le rejet de la charte octroyée par Louis XVIII aux Français et qui consacre à leurs yeux un abaissement de l'autorité du roi, une injure à la religion catholique en ce qu'elle reconnaît la liberté des cultes et une flétrissure en ce qu'elle constitue un compromis avec la Révolution donc avec le Mal. À ce rejet idéologique, s'ajoute une contestation constitutionnelle : majoritaires au parlement, ils devraient selon l'interprétation faite par Chateaubriand dans sa Monarchie selon la Charte ou par Vitrolles dans son Ministère dans le gouvernement représentatif, voir les ministres du roi choisis en leur sein. Ainsi donc les ultras se font-ils défenseurs d'un régime parlementaire. De même défendent-ils opportunément, contre la minorité ministérielle doctrinaire, le renouvellement intégral de la chambre aux élections et l'élargissement du droit de suffrage aux classes populaires.
À l'avènement de Charles X, il n'est plus, à proprement parler, d'ultra-royalisme -et donc d'opposition par loyalisme- puisque les sentiments royaux sont ceux de la faction majoritaire du parlement : la chambre est « retrouvée ».
Le refus de l'avènement révolutionnaire de la maison d'Orléans fera d'eux des légitimistes.

#### Les doctrinaires (1815-1830)
Libéraux, conciliants et raisonnables, le centre-droit des doctrinaires, s'il s'oppose à la gauche libérale, s'oppose plus fortement encore aux ultra-royalistes intransigeants et passionnés. Ils défendent, paradoxalement mais parce que minoritaires à la chambre, le droit du roi à choisir librement ses ministres, indépendamment de la majorité parlementaire. Contrairement à ces derniers, les doctrinaires voient dans la charte un juste compromis entre la révolution et la royauté. Pour autant, à chaque crise, les doctrinaires feront cause commune avec les ultras contre les libéraux et jacobins.
Ils se feront orléanistes à l'avènement de Louis-Philippe.

#### Le légitimisme (1830-1848)
Les orléanistes seraient dans un juste milieu, c'est-à-dire au centre, en réalité il s'agit d'un centre-droit. Il prône une monarchie laïque, une séparation des pouvoirs et l'instauration d'un Parlement comme celui de Grande-Bretagne.
Ils sont attachés à des principes libéraux tels que l'égalité civile. En cela, ils unissent un lien à la Révolution française et à la volonté d'instaurer les libertés fondamentales, l'égalité devant la loi et devant l'impôt.
L'orléanisme reflète l'expression de la bourgeoisie. Mais ce qu'il prône, c'est une société de notables. L'orléanisme vise à l'éducation politique du pays, qui s'illustre par l'expansion de la presse, par le renforcement de l'enseignement et des académies, par une augmentation de la participation politique.
Les orléanistes ont voulu des réformes sociales, tels que le rétablissement du divorce et du mariage civil.
En 1848, ils perdent le pouvoir par la Révolution. Cependant, l'orléanisme poussera à des revendications sociales et on pourrait y voir l'apparition du nationalisme.

#### Le second Empire et le retour du bonapartisme (1848-1870)
La révolution de 1848 réalise ce que le régime de Juillet avait refusé pendant de nombreuses années. Huit millions de citoyens masculins accèdent au droit de vote en mars 1848. Les 23 et 24 avril 1848, 900 représentants sont désignés au cours d’une consultation générale, la première du genre.

#### L'Ordre moral (1871-1879)

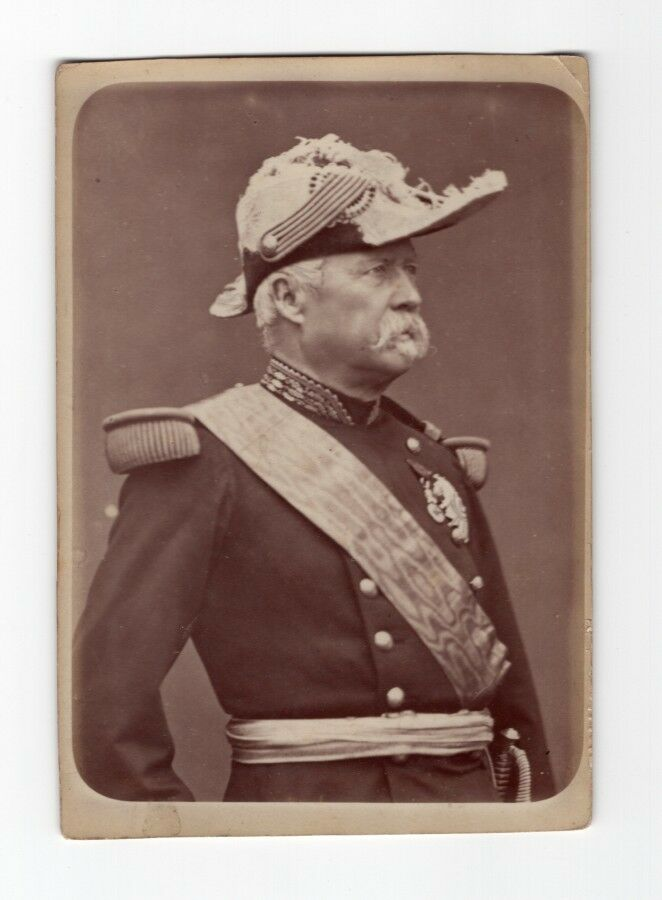
Le maréchal de Mac Mahon dans les années 1870.

### Les droites sous laIIIeRépublique

#### Les droites françaises à la veille de la Première Guerre mondiale

##### Ralliement des catholiques à la République
Même si à la fin du XIXe siècle, le mot « droite » est honteux chez les modérés, des personnalités de droite se rallient à la République et des formations de droite républicaine naissent, comme l'Action libérale populaire (ALP), avec l'ancien orléaniste Jacques Piou et le catholique social contre-révolutionnaire Albert de Mun.
Pour l'historien Jean-Yves Mollier, l'Action libérale populaire devient « le premier parti politique de droite au sens strict », voulant imiter le Zentrum allemand. Elle propose notamment l'élection du président de la République par un collège élargi, et non plus seulement par le Parlement, le référendum ou encore un contrôle de constitutionnalité des lois ; cela suscite l'ire des républicains de gauche, qui sont avant tout attachés à la souveraineté du Parlement. Après la mort du pape Léon XIII en 1903, le parti dépérit.
À sa gauche naît en 1914 la démocratie chrétienne, autour du Sillon de Marc Sangnier. Il existe aussi à partir de 1901 un parti de droite laïque, l'Alliance républicaine démocratique (ARD), conservatrice sur le plan social mais anticléricale, avec des personnalités comme Raymond Poincaré. Entre l'ALP et l'ARD se trouve la Fédération républicaine, réservée sur les réformes sociales, favorable à une certaine décentralisation et un peu libérale : à la fin des années 1930, certains de ses membres se radicalisent, même s'il faut noter que le marquis Léonel de Moustier est le seul député de droite à s'opposer au vote en faveur des pleins pouvoirs à Pétain le 10 juillet 1940.
- 1889 – 1901 : Républicains progressistes
- 1889 – 1903 : Union libérale républicaine
- 1901 – 1949 : Alliance républicaine démocratique (ARD)
- 1901 – 1919 : Action libérale populaire (ALP)
- 1903 – 1948 : Fédération républicaine (FR)
- 1910 – 1919 : Groupe des droites (groupe parlementaire)

##### Nationalisme conservateur et l'Action française

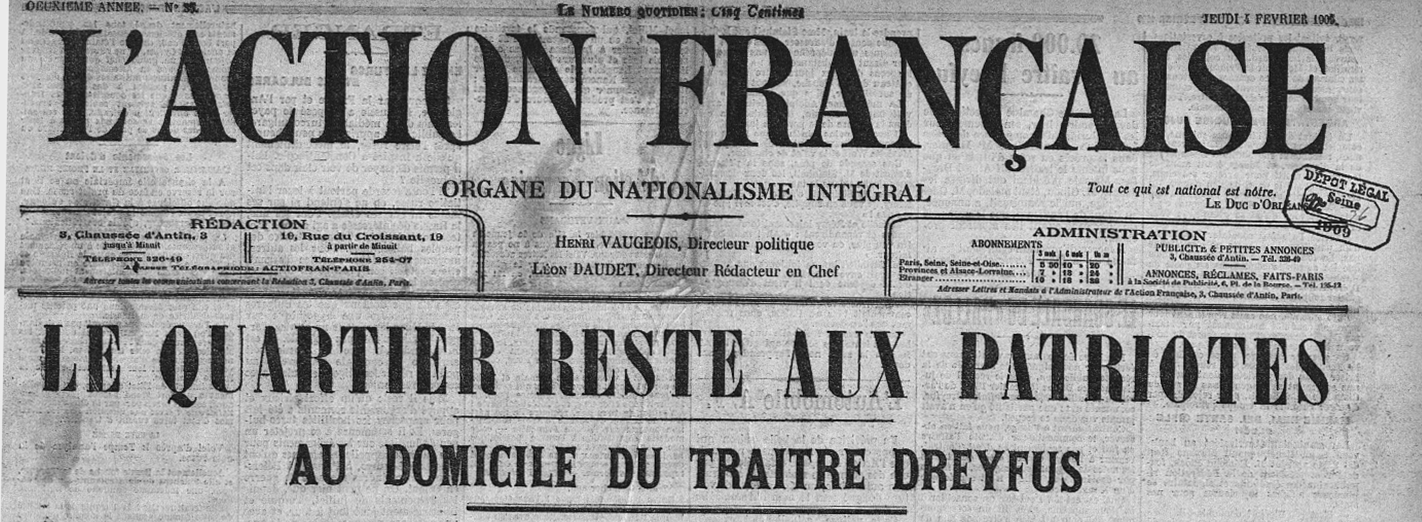
Une de L'Action française du 4 février 1909

Les fêtes de Jeanne d'Arc à Paris, place Saint-Augustin (Léon Daudet et Maurras) en 1927.

La période des années 1890 marque la frange la plus à droite, par un ralliement au boulangisme puis le camp des antidreyfusards, remplacent une orientation politique à l'origine royaliste ou bonapartiste, par une orientation nationaliste voire d'extrême droite. Plusieurs ligues nationalistes sont créées, les pionniers du nationalisme français.
- 1882 – 1930 : Ligue des patriotes
- Vers 1895 – vers 1910 : Parti nationaliste
- 1898 – 1904 : Ligue de la patrie française
- 1888 – 1892 : Union patriotique de France
- 1905 – 1934 : Ligue d'Action française
- 1898 – 1902 : Groupe de la Défense nationale (groupe parlementaire)
- 1898 – 1902 : Groupe antijuif (groupe parlementaire)
- 1902 – 1906 : Groupe républicain nationaliste (groupe parlementaire)

#### Les droites durant l'entre-deux-guerres

##### Le Bloc national (1919-1939)

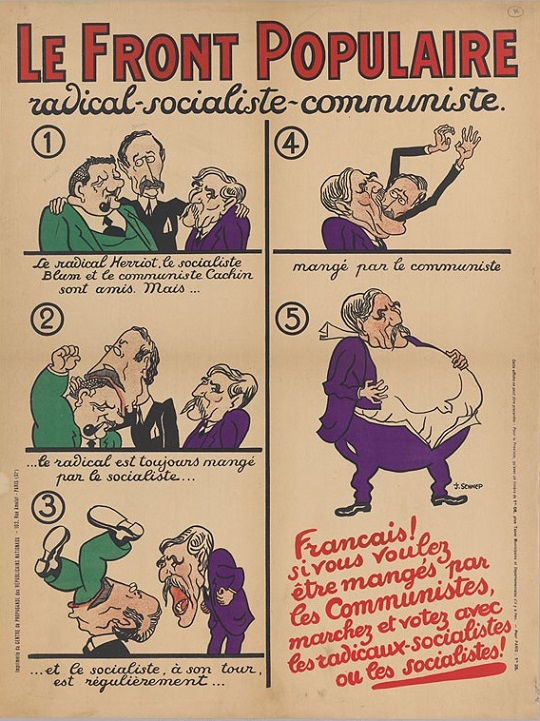
Caricature du Centre de propagande des républicains nationaux en 1936

En 1919, les droites semblent victorieuses ; vingt ans plus tard, le constat est inverse. Au sortir de la guerre, le Bloc National est une coalition droite-centre, l’union a été la condition de la victoire de la droite. Paul Deschanel, qui est plutôt de centre droit est élu Président de la République en 1920.
La droite passe du nationalisme d’avant-guerre (le nationalisme n’est qu’une façon entre autres de servir l’intérêt national) au Bloc national (le Bloc est la Nation). Donc tout ce qui n’est pas avec le Bloc est contre la Nation. Ainsi, la SFIO est retranchée de la communauté nationale.
Droite et gauche continuent de s’opposer sur les deux mêmes sujets qu’avant la Première Guerre mondiale : le militaire et le financier. Après 1919, la droite milite pour la sécurité militaire (occupation de la Ruhr en 1923) et l’équilibre budgétaire (Franc Poincaré en 1928).
Les trois thèmes sur lesquels se fonde l’unité des droites sont: un patriotisme exigeant et intransigeant et en politique intérieure ; une stricte orthodoxie financière, fondée sur les postulats du libéralisme économique ; et l’anticommunisme : l’affiche représentant l’homme-au-couteau-entre-les-dents a joué un rôle appréciable dans la victoire du Bloc national.
Mais la laïcité décidée par la loi du 9 décembre 1905 maintient obstinément une frontière entre deux traditions idéologiques et politiques de droite.

##### Les transformations de la droite

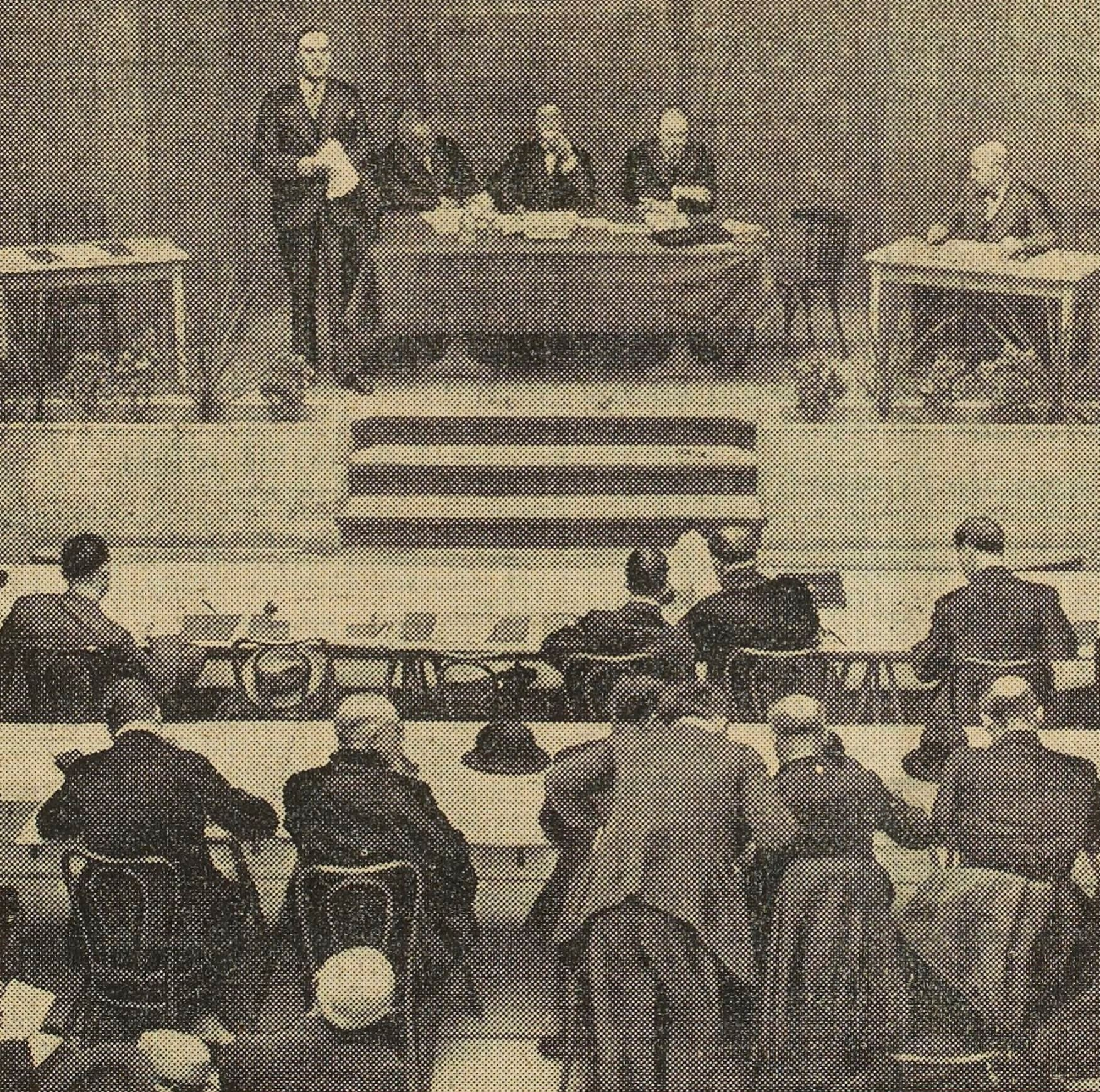
Congrès de l'Alliance démocratique en 1934

La droite se renouvelle à partir des années 1920 au travers de l'apparition d'un parti démocrate-chrétien, le Parti démocrate populaire, et de mouvements d'anciens combattants dont Le Parti social français.

###### Parti démocrate populaire
Le Parti démocrate populaire (PDP) est un parti politique français. Fondé en 1924 et disparu en 1944, il s'agit du premier parti d’envergure démocrate-chrétien en France.
Il incarne le catholicisme social et politique français. Il défend des positions démocrates-chrétiennes, et la réconciliation entre les nations européennes après 1918.
Il représente le tournant du catholicisme politique qui s'éloigne du conservatisme du XIXe siècle, se rallie à la IIIe République. Le PDP s'inscrit dans un mouvement européen de naissance de la démocratie chrétienne et il est l'ancêtre du MRP, qui voit le jour après la Seconde Guerre mondiale.

###### Le Parti social français
Le Parti social français (PSF) est un parti politique français de droite conservatrice à tendance nationaliste fondé le 7 juillet 1936 à la suite de la dissolution des Croix-de-Feu, par son chef le colonel François de La Rocque. Le parti disparaît à la fin de l’année 1941.
Le PSF est le premier parti de masse de la droite française et l’un des mouvements qui rassemble le plus de membres dans l'ensemble de l'histoire des partis politiques français. Il défend une idéologie chrétienne, conservatrice et patriotique, et met aussi en place des organisations d'entraide à but social.

### Les droites sous laIVeRépubliqueet le début de laVeRépublique

#### Restauration des droites et de la démocratie-chrétienne (1945-1958)

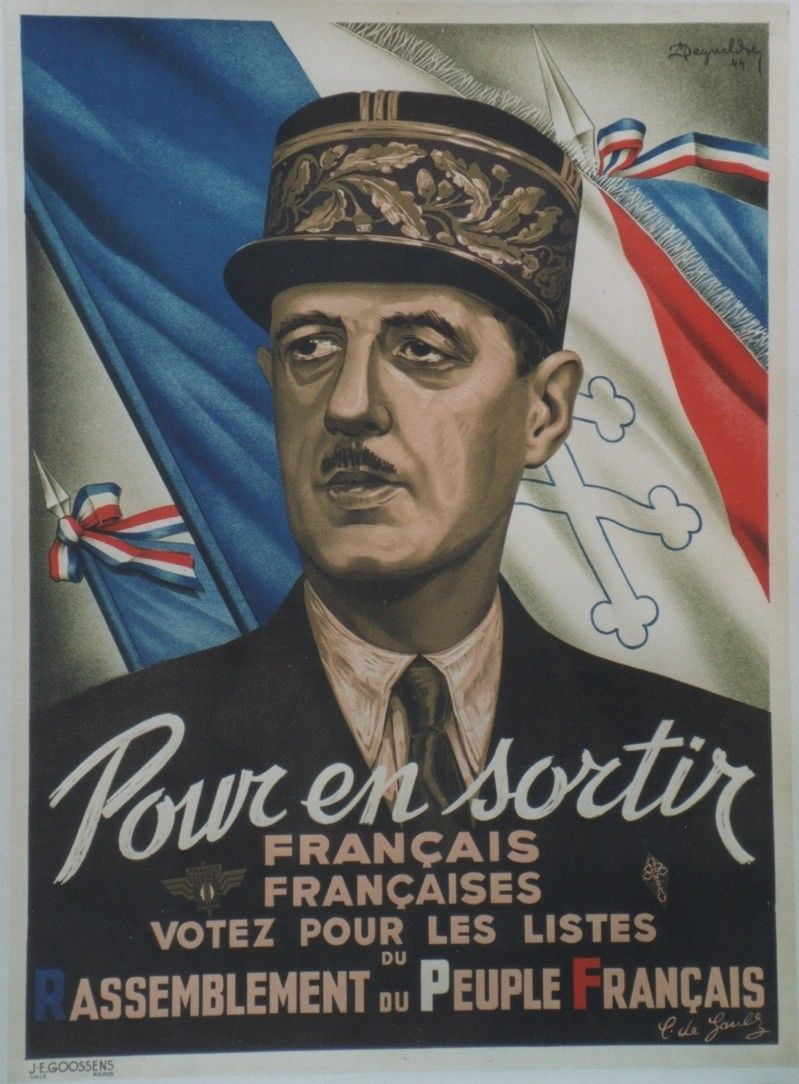
Affiche de 1947 appelant à voter pour les listes du RPF.

##### Gaullisme
La famille gaulliste est née des mouvements de la Résistance, à la fin de la Seconde Guerre mondiale. Elle est dès ses origines assez composite idéologiquement, son unité résidant avant tout dans le soutien qu'apportent ses membres à la personne du général de Gaulle. Le gaullisme peut cependant être considéré comme une résurgence démocratique de la tradition bonapartiste de la droite française.
Le Général de Gaulle ne souhaite d'ailleurs pas dans un premier temps structurer ses partisans au sein d'une formation politique, car il stigmatise l'inefficacité des partis politiques auxquels il reproche de plus se préoccuper de leur propre avenir (et de celui de leurs chefs de file) que de celui de la France. Le principal trait idéologique des gaullistes de l'après-guerre est donc que la France a besoin d'un chef, au service de la Nation, rassemblant les Français au-delà des clivages partisans, à la tête d'un pouvoir exécutif fort et au sein d'une république dotée de nouvelles institutions. Néanmoins, le « désamour » entre les Français et le Général de Gaulle sera assez rapide, à la suite de sa démission de chef du gouvernement en 1946. Malgré la création du RPF (Rassemblement du peuple français), structure politique qui regroupe les partisans de De Gaulle, la famille gaulliste reste isolée politiquement face aux communistes, aux centristes et aux socialistes. Incapable de prendre le pouvoir seule contre tous, elle perd progressivement en influence à la suite des revers successifs qu'elle connaît aux élections législatives.
La « crise algérienne », permettra cependant au Général d'apparaître comme le recours ultime pour restaurer l'autorité de l'État que la IVe République agonisante n'arrive plus à incarner malgré le très populaire président René Coty. De Gaulle revient donc au pouvoir et ses partisans fondent un mouvement gaulliste, l'Union pour la nouvelle République, le 1er octobre 1958, qui deviendra l'UDR, et qui rassemble en son sein toutes les tendances gaullistes : ceux de droite, ceux de gauche (ex-socialistes pour la plupart), et les compagnons de routes de la société civile comme Malraux ou Pompidou (universitaire qui n'avait d'ailleurs pas été résistant).
- 1947 – 1955 : Rassemblement du peuple français (RPF)
- 1955 – 1956 : Union des républicains d'action sociale (URAS)
- 1956 – 1958 : Centre national des républicains sociaux (CNRS)
- 1958 – 1962 : Union pour la nouvelle République (UNR)
- 1958 – 1962 : Union démocratique du travail (UDT)
- 1962 – 1967 : Union pour la nouvelle République - Union démocratique du travail (UNR - UDT)
- 1967 – 1968 : Union des démocrates pour la cinquième République (UD-Ve)
- en 1968 : les candidats de l'UD-Ve et leurs alliés se présentent aux élections sous l'étiquette Union pour la défense de la République (UDR)
- 1968 – 1976 : Union des démocrates pour la République (UDR), nom du mouvement à compter du 18 octobre 1968.

##### Démocratie-chrétienne
Les familles centristes ont longtemps été très composites, et par nature, ont constitué une force politique pivot dont l'influence était d'autant plus forte qu'elle était nécessaire à l'émergence de coalitions politiques de centre-droit ou de centre-gauche.
Après guerre, la IVe République sera certainement la période où les centristes seront les plus influents. Rassemblés pour l'essentiel au sein du MRP, qui réunit des démocrates-chrétiens mais aussi des centristes plus "laïques" de droite comme de gauche et dont le trait commun est qu'ils rejettent le gaullisme politique, les centristes seront de presque tous les gouvernements et constitueront avec la SFIO et l'UDSR la Troisième Force.
Le succès électoral du parti gaulliste en 1962 marginalise le MRP, qui se retrouve dans l'opposition. Les centristes ne retrouvent une visibilité qu'en 1965 avec la candidature de Jean Lecanuet à l'élection présidentielle, qui, avec plus de 15,5 % des suffrages au premier tour, conduit de Gaulle à un ballottage contre François Mitterrand.

##### Centre national des indépendants et paysans
Le Centre national des indépendants et paysans est créé en 1949 sous le nom « Centre national des indépendants » (puis CNIP à la suite de l'absorption du Parti paysan d'union sociale en 1951). Il représente la droite centriste élue par la petite bourgeoisie.
Le Centre national des indépendants et paysans (CNIP) est un parti politique français classé à droite de l’échiquier politique. Fondé en 1949, il s’appelle le Centre national des indépendants (CNI) jusqu’en 1951, lorsqu’il absorbe le Parti paysan d'union sociale (PPUS) de Paul Antier ; il intègre peu après le Parti républicain de la liberté (PRL) et l’Action républicaine et sociale (ARS).
Successeur de l’Alliance démocratique, parti incontournable sous la IIIe République, le CNIP entend réunir les courants de la droite non-gaulliste, conservatrice et libérale, hostile au dirigisme des partis de gauche (PCF et SFIO) ou du centre (MRP).
Avec pour figures notables le président de la République René Coty et le président du Conseil Antoine Pinay, il est l'un des partis piliers de la IVe République. Soutien du retour de Charles de Gaulle au pouvoir, il rompt dès 1962 avec lui, provoquant la scission des Républicains indépendants autour de Valéry Giscard d'Estaing.

#### Centrisme et néo-gaullisme (1970-2002)

##### Le RPR

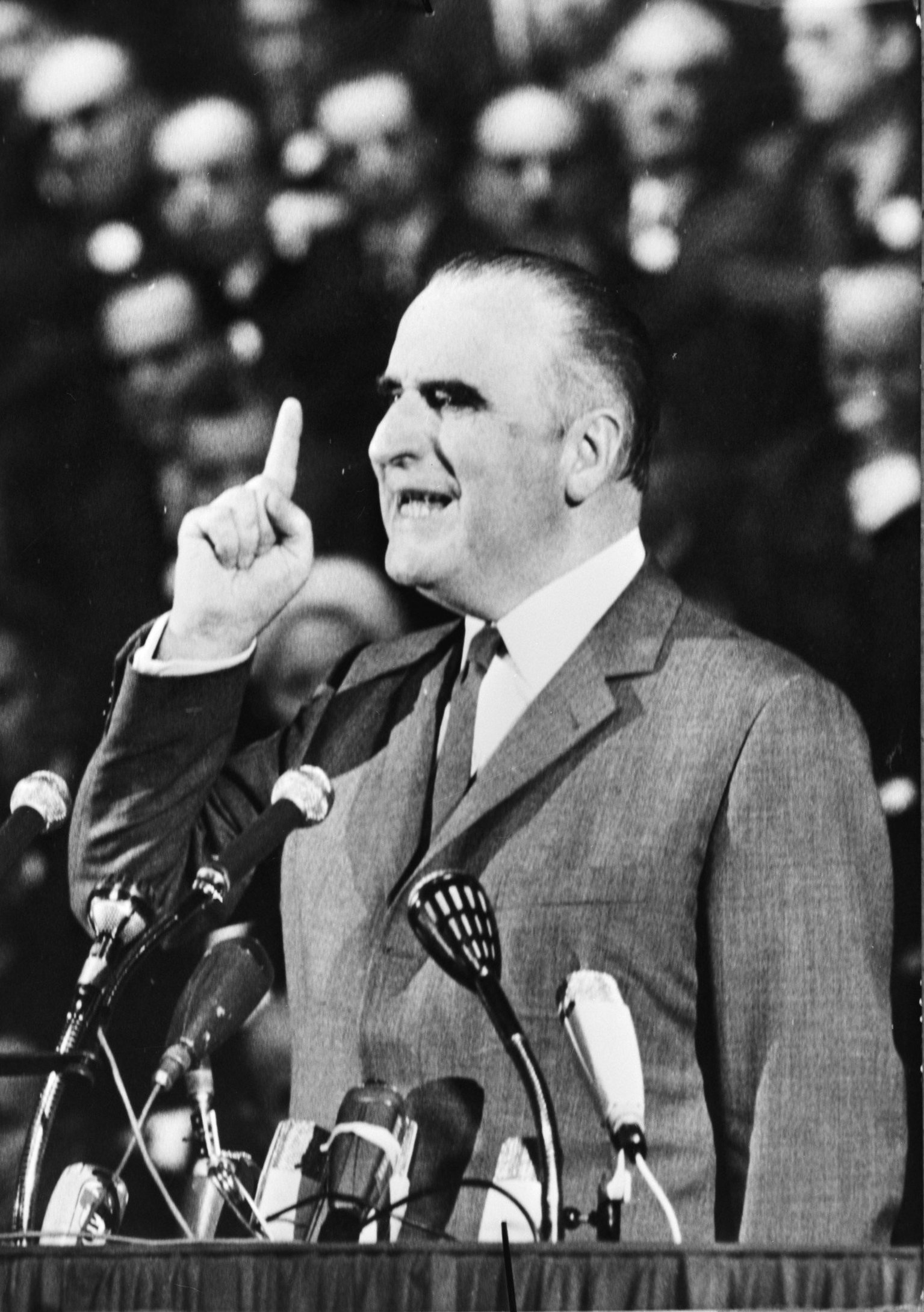
Georges Pompidou en 1969

- 1976 – 2002 : Rassemblement pour la République (RPR)
- Quelques personnalités gaullistes : Charles de Gaulle, Michel Debré, Jacques Chaban-Delmas, Maurice Couve de Murville, Pierre Messmer, Georges Pompidou, Jacques Chirac, Alain Juppé, Édouard Balladur, Michèle Alliot-Marie, Philippe Séguin, Charles Pasqua, Jean-Louis Debré, Dominique de Villepin, Nicolas Dupont-Aignan.

Lorsque Charles de Gaulle démissionne en 1969, les gaullistes se sentent orphelins, mais se retrouvent vite un chef en la personne de Georges Pompidou qui devient président de la République face au centriste Alain Poher. Après l'expérience progressiste de la Nouvelle société, menée par son Premier-ministre Jacques Chaban-Delmas, Pompidou va devenir l'artisan d'un ancrage définitif du gaulliste à droite de l'échiquier politique et choisit Pierre Messmer pour succéder à Chaban.
Jacques Chirac, l'un des disciples politiques de Pompidou, prendra la tête du parti en 1974, après avoir favorisé l'élection d'un non-gaulliste à l'élection présidentielle en la personne de Valéry Giscard d'Estaing (libéral). En 1976, ayant démissionné de son poste de Premier ministre, Jacques Chirac transforme la vieille UDR en RPR (Rassemblement pour la République) avec l'assentiment, parfois quelque peu contraint, de la majorité des barons du gaullisme.

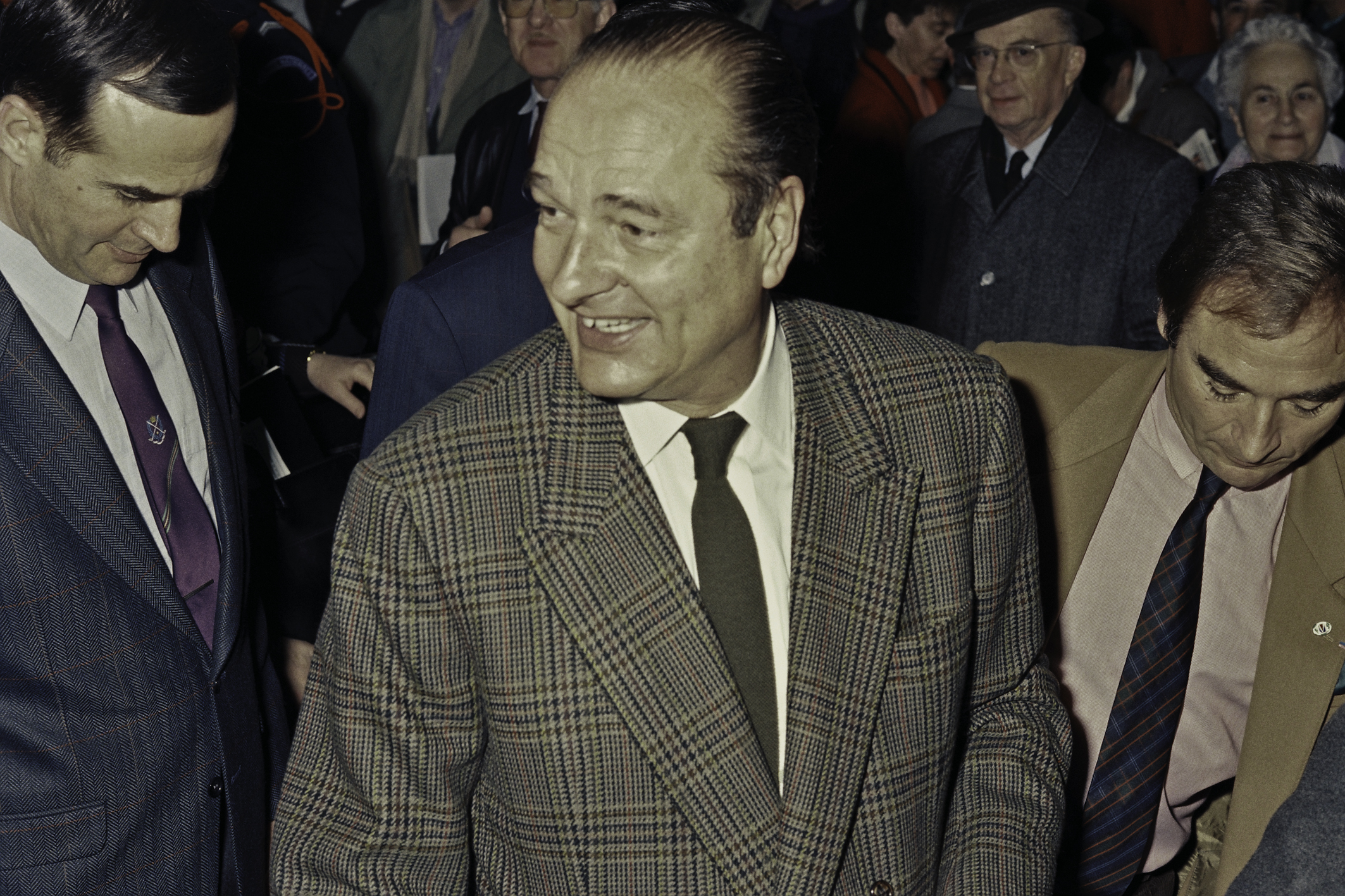
Jacques Chirac en 1990

Avec le RPR, le néogaullisme apparaît sous la forme d'un mouvement conservateur assez classique, même si son discours idéologique variera fortement en fonction des circonstances, ce que certains considèrent comme une marque de l'héritage pragmatique du Général de Gaulle. Plus nombreux sont ceux qui y voient une volonté de transformer le mouvement gaulliste en une « machine » à porter Jacques Chirac à la plus haute fonction de l'État. Ainsi en 1978, avec l'Appel de Cochin de Jacques Chirac, le gaullisme « flirte » avec un nationalisme anti-européen en stigmatisant « le parti de l'étranger » et en rejetant en bloc la construction européenne. De 1986 à 1988, Jacques Chirac tente une politique très libérale que l'on dit inspirée de celle pratiquée par Margaret Thatcher ou encore Ronald Reagan.
Néanmoins en en 1992, à l'occasion du référendum sur le traité de Maastricht, une partie du RPR mené par Philippe Séguin et Charles Pasqua s'engage pour le « non », fidèle à la tradition gaulliste et attaché à l'implication de l'État dans le domaine social.
En 1993, avec Édouard Balladur en Premier ministre de la 2de cohabitation, c'est une politique modérée, presque centriste, qui est mise en œuvre, avant que Jacques Chirac ne fasse campagne en 1995 sur des thèmes plutôt de gauche comme la « fracture sociale ». Enfin, quelques mois plus tard, Alain Juppé, devenu Premier ministre, mène une politique de rigueur, mélange de libéralisme et de conservatisme. À l'occasion des élections européennes de 1999, Charles Pasqua, leader des gaullistes souverainistes, quitte le RPR pour fonder le RPF-IE et devance la liste RPR-DL menée par Nicolas Sarkozy.
En 2002, dirigé par Serge Lepeltier (intérim de la présidence), le RPR, est au moment de sa fusion au sein de l'UMP, un parti plus que jamais composite qui regroupe à la fois des gaullistes « traditionnels », des néo-gaullistes post-pompidoliens, des libéraux, des conservateurs voire des centristes et encore quelques gaullistes « de gauche » et quelques souverainistes.

##### L'UDF

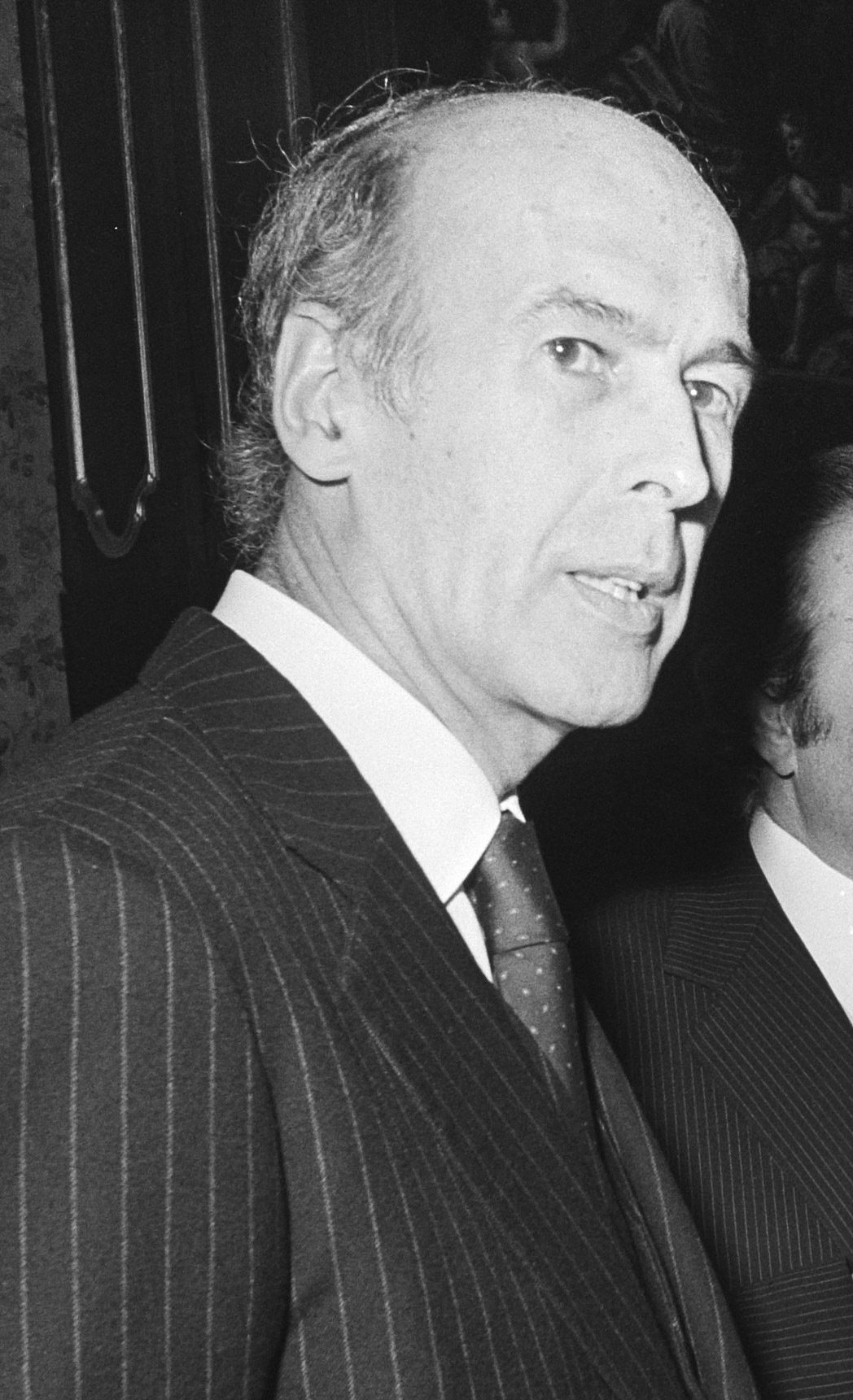
Valéry Giscard d'Estaing en 1976

Le politologue Pascal Perrineau souligne que « la famille gaulliste et néo-gaulliste a perdu, dès l’élection présidentielle de 1974, son hégémonie électorale sur la droite. Du début de la Ve République à 1974, l’électorat se retrouvant dans le gaullisme (Charles de Gaulle, Georges Pompidou) représentait les deux tiers de l’ensemble des électeurs de la droite. Jamais, depuis, la droite néo-gaulliste n’a retrouvé cette position dominante et la droite non gaulliste (Valéry Giscard d’Estaing), le centrisme ou encore l’extrême droite l’ont cantonnée entre 30 % (élection présidentielle de 1974) et au mieux 50 % (élection présidentielle de 2007) de l’ensemble des droites ».
C'est cependant de ce terreau que renaît le libéralisme, dans une version assez corporatiste, au sein du Centre national des indépendants et paysans (CNIP). Il faudra cependant attendre que les personnalités d'Antoine Pinay et de Valéry Giscard d'Estaing prennent de l'envergure politique pour que les libéraux retrouvent des chefs de file en France. Le CNIP connaît pendant les années 1960 une scission menée par VGE rassemblant au sein des Républicains indépendants les partisans d'un soutien du Général de Gaulle. Ce groupe parlementaire se transformera rapidement en un parti politique giscardien qui incarnera la famille libérale jusqu'à la création de l'UMP.
Cependant, cette famille ne sera jamais en mesure de remporter les élections (législatives ou présidentielles) seules. Subissant l'opposition des gaullistes après la démission de Jacques Chirac de son poste de Premier ministre en 1976, VGE s'allie rapidement avec les partis centristes, issus de l'éclatement du MRP, qu'il regroupe lors des législatives de 1978 eu sein de l'UDF dont les deux principales composantes deviennent le Parti républicain (PR - héritier des Républicains indépendants) et le Centre des démocrates sociaux (CDS).
Le PR deviendra une force politique forte et sera une composante importante de l'ensemble des majorités de droite jusqu'en 1997, mais son identité libérale devient quelque peu floue du fait de l'image essentiellement centriste de l'UDF. En 1997, il change de nom pour Démocratie libérale après qu'Alain Madelin en est devenu le président. Plus que symbolique, ce nouveau nom incarne un changement d'attitude des libéraux qui assument pour la première fois l'identité idéologique de leur famille politique. En 1998, l'UDF éclate et DL devient indépendante, et devient l'alliée du RPR avec lequel elle fusionnera au sein de l'UMP en 2002.
Jean Lecanuet lance un nouveau parti, le Centre démocrate (CD), qui ne parvient pas à contester l'hégémonie gaulliste ni la structuration de l'Union de la gauche autour du Parti socialiste créé à Epinay. Ils soutiennent en 1974 la candidature du libéral Valéry Giscard d'Estaing, entre à son gouvernement et créent en 1978 avec la droite non-gaulliste une coalition électorale, l'UDF, dont le président sera Jean Lecanuet jusqu'en 1988.
L'UDF comprenant une aile libérale, le Parti républicain (PR), et une aile centriste, principalement le Centre des démocrates sociaux (CDS) ; elle se situera pendant cette période au centre-droit. Après l'échec de VGE en 1981, elle soutient la candidature de Raymond Barre à l’élection présidentielle de 1988, face à un Jacques Chirac au programme plutôt libéral.
La tension entre le PR et le CDS s'accroît au milieu des années 1990, après l'échec d'Édouard Balladur à la présidentielle, qui bien que membre du RPR, était le candidat majoritairement soutenu par l'UDF et aurait pu devenir l'homme politique synthétisant le mieux les différents courants de l'UDF autour de sa personne. À la suite des élections régionales de 1998, le PR, devenu Démocratie libérale, soutient, contrairement au reste de l'UDF, les présidents de conseil régionaux élus avec les voix de conseillers Front national, et quitte l'UDF.
Le CDS, devenu entre-temps Force démocrate fusionne avec les Adhérents directs, le PRIL de François Léotard et le PPDF (Parti populaire pour la démocratie française d'Hervé de Charette) au sein de la nouvelle UDF.
À la création de l'UMP, deux tiers des élus et un nombre difficile à déterminer d'adhérents de l'UDF rejoignent le nouveau parti. Mais pas François Bayrou, son président, qui maintient l'UDF comme force politique centriste indépendante. La plupart et quelques autres extérieurs à l'UDF se sont regroupés au sein du club Démocrate & Populaire.

###### Historique
libéraux
- 1962-1977 : Républicains indépendants
- 1977-1997 : Parti républicain
- 1997-2002 : Démocratie libérale

démocrates-chrétiens
- 1944-1967 : Mouvement républicain populaire
- 1966-1976 : Centre démocrate
- 1969-1976 : Centre démocratie et progrès (scission du précédent)
- 1976-1995 : Centre des démocrates sociaux (fusion des deux précédents)
- 1995-1998 : Force démocrate (regroupe CDS et PSD)

autres mouvements
- 1973-1995 : Parti social-démocrate (issu de plusieurs scissions de la SFIO)
- 1998 : Pôle républicain, indépendant et libéral (scission de Démocratie libérale)
- 1995-2002 : Parti populaire pour la démocratie française (issu de la Fédération nationale des Clubs perspectives et réalités, fondée en 1966)
- 1901-aujourd'hui : Parti radical

unification
- 1978-1998 : Union pour la démocratie française
- 1998-2007 : nouvelle UDF (Regroupe FD, adhérents directs, PRIL, le PPDF et le parti radical restant autonomes en son sein, et rejoignent l'UMP de 2002 à 2012)

- Quelques personnalités libérales : Antoine Pinay, Valéry Giscard d'Estaing, Michel Poniatowski, Alain Madelin, Jean-Pierre Raffarin, Hervé Novelli, Jean-Claude Gaudin.
- Quelques personnalités centristes : Robert Schuman, Jean Lecanuet, Alain Poher, Raymond Barre, Simone Veil, François Bayrou, Philippe Douste-Blazy, Pierre Méhaignerie.

#### Ascension du Front national

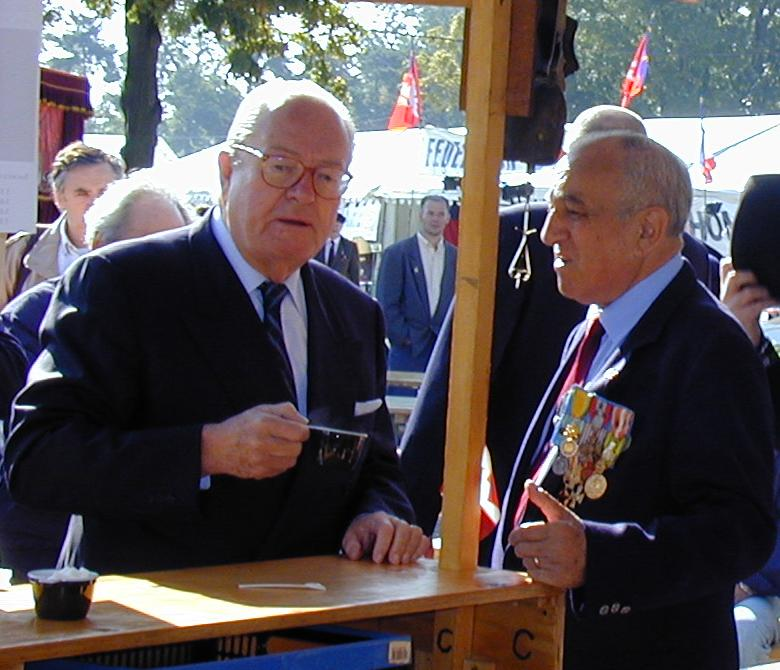
Jean-Marie Le Pen et Roger Holeindre en 2002

L'émergence du Front national sur le devant de la scène politique française à la fin des années 1980 pousse la droite à se positionner par rapport à Jean-Marie Le Pen.
Au lendemain de son Discours d’Orléans sur «le bruit et l'odeur», Jacques Chirac pose la question de pourquoi Jean-Marie Le Pen devrait avoir « le monopole de souligner les vrais problèmes » (l'immigration). Quelques jours plus tard, Jacques Chirac revendique d'avoir renoncé à la langue de bois et d'avoir « exprimé tout haut ce que beaucoup pensent tout bas ». Même s'il a été entamé au milieu des années 1980, en particulier avec la loi dite Pasqua, ce moment marque un tournant à partir duquel la droite parlementaire tente d'utiliser le thème politique de l'immigration, jusque-là chasse gardée de l'extrême droite. Deux jours après le discours, l'explication figure dans Le Figaro : « L'immigration est devenue un enjeu électoral car les électeurs gagnés par Monsieur Le Pen feront défaut à l'opposition parlementaire aux prochaines élections. » Pour Yann Cugny, ce qui ressemble à un dérapage (comme l'exprime Simone Veil) au cours d'un discours informel est davantage un positionnement politique calculé, exprimé de manière populaire, afin de regagner du terrain face au Front national, voire à rallier certains de ses cadres. Le néologisme politique « lepénisation des esprits » désigne l'acceptation progressive par les Français de tout ou partie des thèmes développés par Jean-Marie Le Pen. Le premier homme politique à employer ce terme est Robert Badinter, le 4 février 1997, lors des débats parlementaires sur la loi Debré relative à l'immigration,.
Des accords ont existé localement directement entre la droite et le Front national : Jean-Pierre Stirbois a été élu en 1984 à Dreux sur une liste commune UDF-RPR-FN. De 1986 à 2004, la région Languedoc-Roussillon était administrée par Jacques Blanc avec le soutien des élus du Front national.
Les alliances électorales du Front national ont majoritairement été constituées d'accords de désistements réciproques entre candidats de droite et du Front national ou de soutien de celui-ci à des investitures de candidats de droite. Ces accords ont pu également aboutir à des participations à des exécutifs régionaux en échange d'un soutien des élus FN lors de l'élection du président de région.
Ces accords ou inclusions de candidats du FN sont principalement datés de la période 1977 à 1992.
En 1991, le Parti républicain les condamnait tout comme le RPR en 1998. Les contrevenants ont cependant encore été quelques-uns lors des élections régionales de 1998.

### Les droites auXXIesiècle

#### Campagne présidentielle de 2002
En avril 2002, au second tour de l'élection présidentielle, Jacques Chirac apparaît comme l'« ultime rempart » entre le candidat du Front national et la présidence de la République, après l'élimination au premier tour du candidat socialiste. La presse nationale est alors quasiment unanime à l'image de Libération qui barre sa une d'un immense « NON » à Le Pen et appelle à voter pour Jacques Chirac. Pour le magazine L'Express, Chirac « n'a pas d'autre choix que d'endosser les habits du “père de la nation”, dernier rempart contre le danger extrémiste ». L'ancien président de la République tire de cet épisode l'image de l'homme de droite qui s'oppose au Front national. La création de l'UMP, grand parti de droite et de centre-droit parachève l'exclusion du FN.

#### Campagne présidentielle de 2007 et mandat de Sarkozy

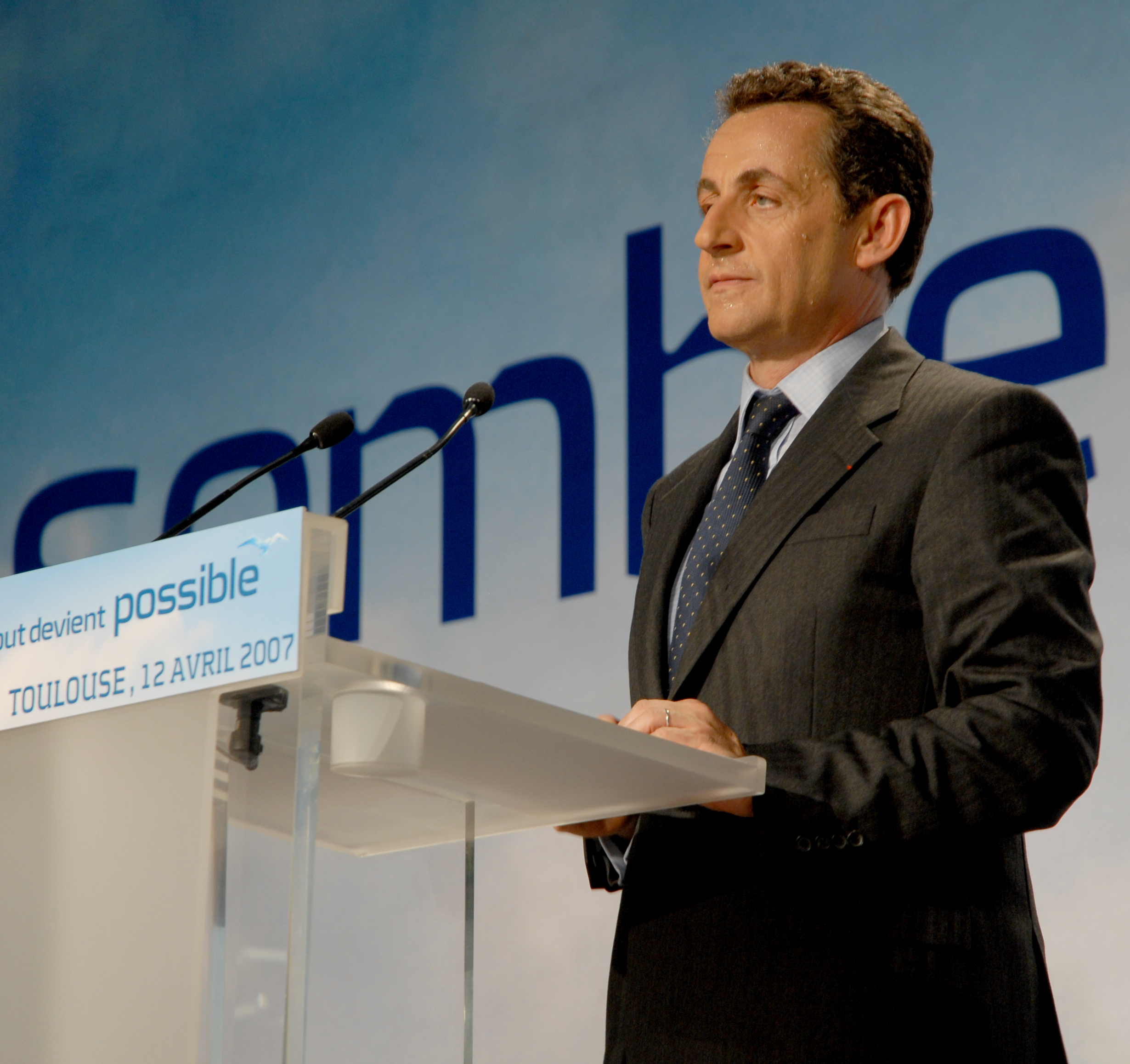
Nicolas Sarkozy en 2006

Dès 2006, Nicolas Sarkozy souhaite mettre de côté une droite « qui s’excuse depuis tant d’années de ne pas être de gauche ». Jean-François Copé s’insurge contre les « supercheries grotesques » utilisées contre la réputation de la droite. À titre d’exemple, il cite un sociologue prétextant que la droite « ne voit pas les étrangers d’abord comme des humains». L'expression de « droite décomplexée » fut mise à l’honneur par Nicolas Sarkozy, puis Jean-François Copé, qui en a fait le titre d’un livre.
Lors de la campagne présidentielle de 2007, l'objectif clairement assumé de Nicolas Sarkozy était de séduire et faire tomber dans le giron UMP « tous ces sans grade, tous ces anonymes, tous ces gens ordinaires, toute cette majorité silencieuse, auxquels on ne fait pas attention, que l'on ne veut pas écouter, que l'on ne veut pas entendre », toute cette France d'en bas qui par son vote protestataire alimentait l’électorat lepéniste. En mai 2007, Nicolas Sarkozy est élu président de la République en bénéficiant d’un report des voix du FN vers l'UMP exceptionnel de près de 60% au second tour[réf. nécessaire].
Le débat sur l'identité nationale mené par Éric Besson, ministre de l'Immigration, de l'Intégration, de l'Identité nationale et du Développement solidaire entre novembre 2009 et février 2010 avait annoncé le retour de l'influence des conseillers les plus à droite de Nicolas Sarkozy. Confronté à un électorat populaire, d'affaire Bettencourt en affaire Woerth, Nicolas Sarkozy choisit de se replacer sur le terrain de la sécurité. Alors que deux tiers des Français estiment que les positions du gouvernement « se rapprochent de celle du Front national», le discours de Grenoble de Nicolas Sarkozy le 30 juillet 2010, marque la prédominance de la « ligne nationaliste » incarnée par Patrick Buisson et Claude Guéant au détriment de la « ligne républicaine » défendue par Henri Guaino, selon Stéphane Rozès. Après ce discours, c'est la ligne plus conservatrice que semble privilégier Nicolas Sarkozy, comme en témoignent la composition du 3e gouvernement Fillon avec le départ des ministres centristes, notamment Jean-Louis Borloo et Hervé Morin ou le débat sur l'Islam et la laïcité.
Des observateurs de la vie politique font le constat du hiatus entre le programme de Nicolas Sarkozy et les réformes réellement engagées. Ils découvrent dès les premiers mois du mandat que les réformes promises par Sarkozy ne se feront pas, l'« intransigeance verbale » du Président se transformant dans les faits en « une gestion très chiraquienne des compromis ». Élu sur un programme sécuritaire et identitaire, il en vient rapidement à incarner une ligne libérale et atlantiste,,, prenant par ses initiatives de discrimination positive et son acceptation la mondialisation le contre-pied des mesures attendues par son électorat touché par les répercussions de la crise financière notamment une baisse de son niveau de vie et un chômage accru.

##### 2010: La résurgence du FN aux régionales

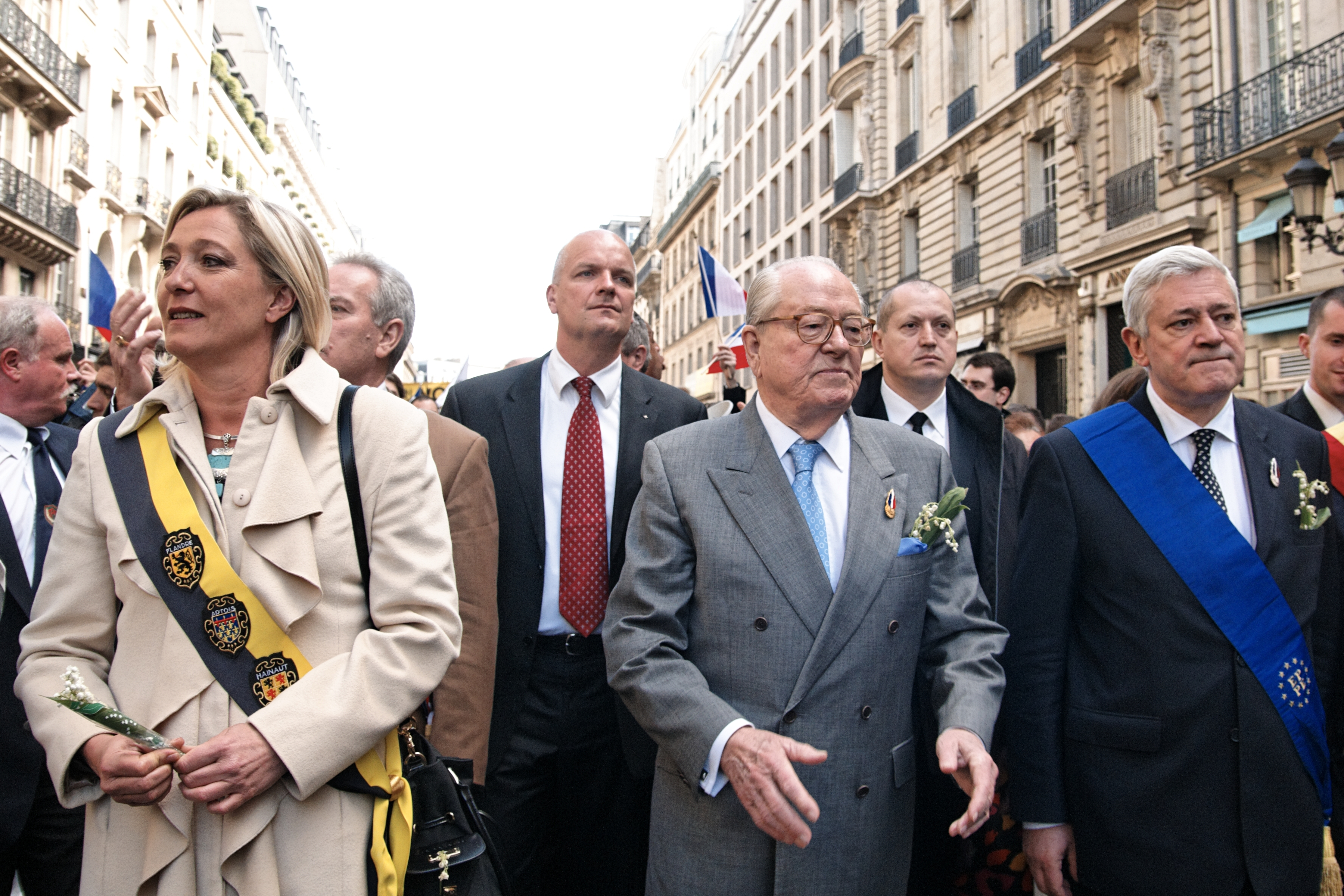
Jean-Marie Le Pen entouré des deux candidats à sa succession à la présidence du FN : Marine Le Pen et Bruno Gollnisch.

Aux élections régionales de mars 2010, le parti de Jean-Marie Le Pen, alors en campagne interne pour la succession du leader historique du front national, réalise une percée relativement importante avec 11,42 % des suffrages au premier tour, se maintenant dans 12 régions sur 22 en métropole. Au second tour, la droite et la majorité présidentielle, talonnés par le FN, perdent la Corse et ne conservent que l'Alsace en France métropolitaine. Le FN remporte 112 conseillers régionaux. La majorité présidentielle de Nicolas Sarkozy, qui était parvenue à faire reculer  le parti frontiste aux dernières échéances et aux européennes de 2009, tente de réactiver la stratégie du candidat de l'UMP  à 2007, qui avait permis d'attirer les suffrages du Front national.
Une nouvelle  droite « décomplexée » s'organise à l'Assemblée nationale : 35 députés de la majorité présidentielle, dont Thierry Mariani, Lionnel Luca, Christian Vanneste, Richard Mallié et Jacques Myard, se constituent en un collectif parlementaire, La Droite populaire, qui prônent le " retour aux fondamentaux " de 2007, cherchant à mettre en avant des thématiques comme l'identité françaises, la sécurité et l'immigration. Affirmant incarner une " barrière entre la droite républicaine et le Front national ", certains membres de ce collectif ont cependant pris des positions en faveur d'un rapprochement entre l'UMP et le FN, au vu d'une certaine convergence idéologique avec le FN.

#### Élections présidentielle de 2012 et mandat de François Hollande
Sous l’influence de la « ligne Buisson », Nicolas Sarkozy a adopté des positions plus particulièrement, particulièrement dans l’entre-deux tours, pour fédérer une partie de l’électorat lepéniste du premier tour. En termes d’impact électoral, la « ligne Buisson » n’a pas permis de rallier de larges fractions des électeurs du FN : lors du premier tour de la présidentielle, Marine Le Pen a réalisé un score élevé (17,9 %, soit 6,4 millions de suffrages, contre 5,5 millions obtenus par le cumul des deux candidatures Le Pen et Mégret en 2002) et lors du second tour seuls 54 % des électeurs lepénistes se sont reportés sur Nicolas Sarkozy.
À la suite de l’échec de Nicolas Sarkozy face à François Hollande lors de l'élection présidentielle de 2012, ainsi qu’à la défaite consécutive de l’UMP aux législatives de 2012, des ténors de l'UMP mettent de nouveau en cause la « droitisation » du parti. Jean-Pierre Raffarin estime que « la stratégie de Grenoble, la dérive droitière de l’UMP a échoué ». Les choix idéologiques et les conseils de Patrick Buisson dans la campagne sont l'objet de diverses appréciations et polémiques. Selon Françoise Fressoz, éditorialiste du journal Le Monde qui souligne son « populisme », et selon Stéphane Rozès, la « droitisation » à laquelle il réussit à mener l'UMP a participé à provoquer le « dynamitage » de ce parti à la suite des élections pour le renouvellement de ses dirigeants au congrès de novembre 2012,. Anne Sinclair critique une droitisation dont les « signes » seraient les réticences de la société face au mariage homosexuel, les hésitations du PS devant l’idée de droit de vote des étrangers aux élections locales et le succès du thème de la droite décomplexée à l’UMP
Brice Teinturier, directeur général délégué Ipsos France, estime le 4 décembre 2014 que les sondages donnent raison à « Nicolas Sarkozy sur la droitisation de la société française » Le politologue Pascal Perrineau relève que sous le quinquennat de François Hollande, « le fractionnement des droites [...] est davantage le fruit d’un choc des hommes et des ambitions personnelles dont ils sont porteurs que d’un affrontement des idées ». Il souligne plus globalement qu'« à droite, sous la Ve République, le choc des personnalités est souvent d’autant plus virulent qu’il ne recoupe pas vraiment de réelles divergences d’idées ». Il relève « la grande homogénéité des propositions avancées » par « les quatre principaux candidats » de la primaire présidentielle des Républicains de 2016, notamment « sur le terrain économique et social » : celles-ci « marquent peut-être la réussite d’une greffe libérale sur une culture restée très longtemps étatiste de la droite française ».

#### Partis de droite auXXIesiècle

##### L'UMP/Les Républicains

Logo de LR

L'Union pour un mouvement populaire est un parti politique français de droite, fondé en 2002. Elle est l'héritière de l'Union pour la majorité présidentielle, dont elle a gardé les initiales.
Le parti fait la synthèse des deux traditions de la droite française : l'orléanisme et le bonapartisme.
Le parti adopte la dénomination « Les Républicains » en mai 2015 et annonce 213 030 adhérents à jour de leur cotisation.

###### Autres partis de droite

Logo du CNIP

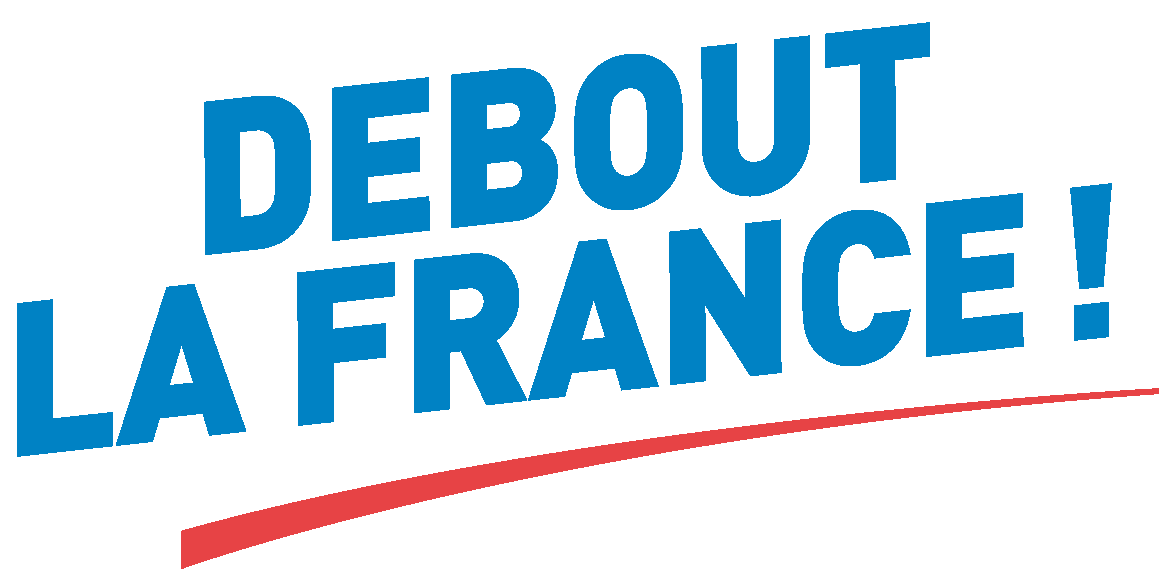
Logo du DLF

- le Centre national des indépendants et paysans (CNIP) : créé en 1949 sous le nom « Centre national des indépendants » (puis CNIP à la suite de l'absorption du Parti paysan d'union sociale en 1951) ;
- Mouvement pour la France (MPF) (1994-2018) : sur le plan des idées proprement dites, le MPF récupérait certaines thématiques gaullistes. C’était le cas notamment pour l'interventionnisme étatique dans la sphère de l'économie, combinant ainsi une opposition à la mondialisation libérale et à la construction européenne fédérale (il était favorable à « l’Europe des nations » et défenseur du concept d'« État-Nation ») et une adhésion aux principes du capitalisme et de la libre-entreprise ;
- Via, la voie du peuple (Via) : fondé en 2001 sous le nom de « Forum des républicains sociaux », ce parti se situe sur la ligne du « conservatisme social ». Il déclare puiser son inspiration de certaines des prises de position et des recommandations adressées aux Catholiques depuis le Vatican dont il n'est cependant pas le porte-parole officiel ;
- Debout la France (DLF) : parti s'affirmant comme gaulliste, fondé en 2008 par le député ex-UMP Nicolas Dupont-Aignan.

##### Principaux partis decentre-droit

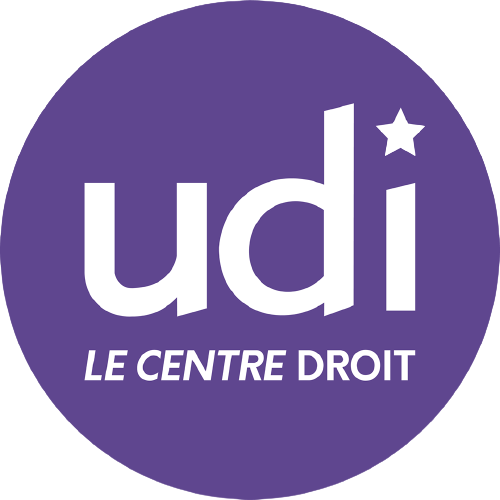
Logo de l'UDI

- Les Centristes (LC) : parti d'orientation « humaniste, sociale, libérale et européenne » fondé en 2007 sous le nom « Nouveau Centre ». Membre de l’UDI de 2012 à 2017 ;
- L'Union des démocrates et indépendants (UDI) : parti fondé en 2012 en tant qu’une fédération de partis du centre-droit. Elle compte parmi ses leaders nombre d'« Européistes » partisans d'une Europe fédérale ou confédérale et regroupe en son sein plusieurs mouvements politiques qui, tout en privilégiant le consensus autour de positions modérées, affirment une préoccupation particulière en matières écologique et sociale et recherchent les voies d'un développement économique soutenable, durable et compatible avec l'économie de marché ;
- Agir : parti fondé en 2017 se définissant comme pro-européen, libéral et humaniste, rejetant la droite « identitaire, autoritaire, eurosceptique et ultra conservatrice », et se voulant défenseur des idées « libérales, sociales, européennes, humanistes et réformistes » ;
- Horizons : parti fondé en 2021 se présentant comme représentant d’une « droite libérale, républicaine et modérée ».

##### Principaux partis d’extrême droite

Logo du RN

- Rassemblement national (RN) : parti fondé en 1972 sous le nom « Front national » ;
- Reconquête ! (REC) : parti fondé en 2021, ayant pour ambition d’assurer « la défense de l’identité française ».

#### Les mouvements associatifs
Selon Pierre-Emmanuelle Moog (qui a publié « Les Clubs de réflexion et d'influence 2006-2007 »), les principaux cercles de réflexion français ancrés à droite sont l'Institut français des relations internationales, la Fondation Robert-Schuman, l'Institut Thomas-More, l'Institut Montaigne, et la Fondation pour la recherche stratégique. D'autres cercles de réflexion contribuent également à la structuration de la droite autour de sujets divers : c'est par exemple le cas de l'Institut pour la justice préconisant une réforme du système judiciaire français, de la Fondation pour l'innovation politique sur les sujets économiques, sociaux et numériques, ou encore d'Écologie Responsable qui a pour thème de promouvoir une vision écologique orientée à droite.
Les mouvements associatifs étudiants de droite sont principalement représentés par l'Union nationale interuniversitaire (UNI), créé en 1968. Et à partir de 2015 par la Cocarde Étudiante, les deux organisations se disputant la représentation des étudiants de droite au sein des facultés.

## La presse
Le Figaro, « noyau central des sensibilités politiques de droite » pour Jean-François Sirinelli, et la revue Commentaire sont les principaux journaux et revues intellectuelles de droite.
Les Échos revendique une orientation libérale, ainsi que Valeurs actuelles qui a adopté une ligne plus conservatrice depuis 2012.
L'hebdomadaire Le Point est traditionnellement classé au centre-droit.
Le quotidien La Croix se réclame ouvertement de tradition chrétienne et catholique.
Dans les médias audiovisuels, la chaine TF1 est considérée comme une chaîne plutôt orientée politiquement à droite. Suite de la reprise en main du groupe Canal+ par Vincent Bolloré en 2016, sa nouvelle ligne éditoriale est généralement décrite comme conservatrice, très ancrée à droite. Elle est à ce titre considérée comme l'équivalent français de la chaîne américaine Fox News.

## Les écrivains
Les courants de pensée de la critique de droite, qu'elles soient libérales conservatrices, monarchistes, ont joué un rôle très actif dans la vie littéraire depuis la Révolution française. L'importance de l'influence balzacienne, le spleen baudelairien, le dadaïsme d'Aurevilly, le volontariat de Giono, de Paul Morand ou de Henry de Montherlant, la quérulence d'une filiation qui irait de Tocqueville à Maistre en passant par François-René de Chateaubriand prennent parfois une implantation institutionnelle du Figaro, et sous des cas nettement individualisés, de Marcel Proust à Georges Bernanos.
Selon François Richard (qui a publié un Que sais-je ? sur le sujet), ce sont des écrivains comme Léon Bloy, Édouard Drumont, Barbey d'Aurevilly, Paul Léautaud, Louis Pauwels, Louis-Ferdinand Céline, Lucien Rebatet, Jacques Perret, Roger Nimier, Marcel Aymé, Michel-Georges Micberth, qui ont donné force à l'Anarchisme de droite.